# Enluminure romane
L'enluminure romane désigne la décoration des manuscrits propre à l'art roman. Ce style se développe en France au cours du début du XIe siècle pour s'étendre à la quasi-totalité de l'Europe occidentale chrétienne. Elle disparait pour laisser place à l'enluminure gothique à la fin du XIIe siècle en France et en Angleterre, mais seulement au cours du XIIIe siècle en Allemagne par exemple. 

## Historique et influences
L'origine du développement d'un art nouveau de ce qui devient par la suite l'enluminure romane se trouve dans l'influence de l'enluminure byzantine. Cette influence se fait par le biais de l'Italie à l'occasion d'une première vague arrivée à partir du dernier tiers du XIe siècle et particulièrement de l'abbaye du Mont-Cassin puis de Rome et de Venise formant un style appelé « italo-byzantin ». Le siège de la papauté est en effet le vecteur de diffusion de nouveaux modèles à travers toute l'Europe par l'intermédiaire du réseau des monastères bénédictins récemment réformés, notamment à travers la congrégation de Cluny. Une deuxième vague d'influence byzantine se diffuse au début du XIIe siècle, provenant cette fois-ci à nouveau de Venise mais aussi de Sicile. Elle se diffuse plus directement par l'intermédiaire peut-être de manuscrits, à nouveau en France, dans le sud-est et le centre, mais aussi en Allemagne, dans la vallée du Rhin et à Salzbourg et dans le Sud de l'Angleterre, contribuant à l'internationalisation du style roman.
La diffusion d'un style proprement roman est sans doute directement lié au mouvement de réforme monastique et à l'essaimage de grands ordres nés ou croissant au cours des XIe et XIIe siècles : d'abord l'Ordre de Cluny comme déjà évoqué, mais aussi l'ordre des Chartreux, qui prévoit que chaque moine doit avoir une activité de copiste, ou encore l'ordre cistercien. Chaque monastère a besoin d'ouvrages nécessaires à la liturgie pratiquée par ses moines, ce qui les amènent à commander ou fabriquer eux-mêmes des manuscrits. Chaque abbaye d'une quelconque importance possède au minimum 200 à 300 volumes. 
Cette influence byzantine est aussi contrebalancée par la persistance de l'influence des styles anciens qui se sont développés localement, que ce soit l'enluminure insulaire en Angleterre, l'enluminure ottonienne en Allemagne ou l'enluminure mozarabe qui s'est développée en Espagne dans les Beatus. Cette variété explique le développement de styles romans propres à chacune de ces régions. 

## Caractéristiques

### Les types de manuscrits
Outre des livres liturgiques déjà présents aux époques précédentes (lectionnaires évangéliaires), apparaissent à cette époque de nombreuses bibles entières, utilisées dans les monastères pour être lues quotidiennement. Elles sont généralement reliées en plusieurs tomes et réalisées par une équipe complète au sein d'un scriptorium. Parmi les œuvres patristiques, on trouve de nombreux manuscrits des Morales sur Job de Grégoire le grand, comme l'exemplaire de Cîteaux. La production au sein de scriptoria monastiques n'empêche pas la copie d'auteurs latins : plusieurs œuvres de Térence, Cicéron sont recensées. Parmi les auteurs contemporains, on retrouve plusieurs copies du Liber floridus, des ouvrages de Gilbert de La Porrée, Pierre Lombard, ainsi que la compilation de droit canonique Décret de Gratien. Quelques vies de saints sont par ailleurs recensées. 

### Le style et iconographie
Même s'il existe une très grande variété dans le style des enluminures romanes selon l'époque et surtout sa région d'origine, quelques traits communs peuvent être distingués :
- la lettrine historiée : même si elle existe aux époques précédentes, c'est dans l'enluminure romane qu'elle connait son plein épanouissement. Elle contient soit un portrait, soit des personnages grotesques, soit une représentation de la scène décrite dans le texte. Ces lettrines prennent le pas sur les miniatures en pleine page, pourtant très répandues aux époques carolingiennes ou ottoniennes.
- Certaines iconographies disparaissent presque totalement, comme les portraits d'évangélistes ou les pages tapis. D'autres nouvelles apparaissent comme les arbres de Jessé
- les drôleries se répandent de manière considérable pendant la période : elles représentent des animaux fabuleux ou non, hybrides ou humains, parfois nus. Elles décorent les lettrines mais aussi les marges des manuscrits. Elles trouvent leurs origines dans des figures zoomorphes qui servaient déjà à décorer les manuscrits à l'époque mérovingienne ou dans l'enluminure mozarabe des Beatus. Elles peuvent s'expliquer par un goût à cette époque pour les bestiaires ou les fables et se retrouvent dans certains livres religieux pour servir de représentation du diable en opposition avec le caractère chrétien du texte.

Dans l'usage des couleurs des miniatures, se retrouve très souvent, à partir des années 1120, l'usage d'un fond bicolore bleu associé à une bande verte encadrant l'image sur trois ou quatre côtés. Cette convention spatiale provient sans doute de l'enluminure byzantine et se retrouve dans beaucoup d'ouvrages, d'Italie, d'Allemagne, en France ou en Angleterre (Psautier de Saint-Alban). Cependant, dans chaque région, cette formule est adaptée au contexte local.

## Variations régionales

### Italie
Le premier lieu du renouveau de l'enluminure en Italie dans le dernier tiers du XIe siècle se trouve à l'abbaye du Mont-Cassin, au sud de l'Italie. Sous l'impulsion de Didier (ou Desiderius) de Mont-Cassin, futur pape Victor III, très lié à Constantinople, plusieurs manuscrits sont importés de l'Orient et plusieurs artistes byzantins viennent travailler à l'abbaye, pour peindre des fresques mais aussi des manuscrits du scriptorium. Ainsi, deux rouleaux d'Exultet sont représentatifs de cette influence. Alors que celui de la bibliothèque apostolique vaticane (BAV, Vat.lat.3724, daté vers 1060) contient encore des signes discrets de l'enluminure byzantine, un second, daté vers 1070-1080 et actuellement conservé à la British Library (Add.30337) : le dessin y est plus fin ainsi que les couleurs, les figures plus allongées et les plis des vêtements recherchés. Cette évolution se retrouve dans un lectionnaire de la Vaticane (Vat.Lat.1202) ou encore dans le Bréviaire d'Oderisius, du nom du successeur de Didier (Bibliothèque Mazarine, Ms.364).
Dans la région de Rome, deux types de manuscrits se retrouvent : des manuscrits décorés de lettrines à rinceaux de feuillages sur fond colorés provenant de monastères tels que Subiaco, Farfa et Sainte-Cécile-du-Trastevere à Rome même. Le second groupe, plus spectaculaire, est constitué de bibles monumentales décorées de lettrines de style géométrique, appelée « bibles atlantiques ». À partir de la fin du XIe et au début du siècle suivant, elles contiennent de plus en plus de miniatures narratives. C'est le cas de la Bible du Panthéon (BAV, Vat.Lat.12958) datée vers 1125, l'exemple sans doute le plus célèbre.

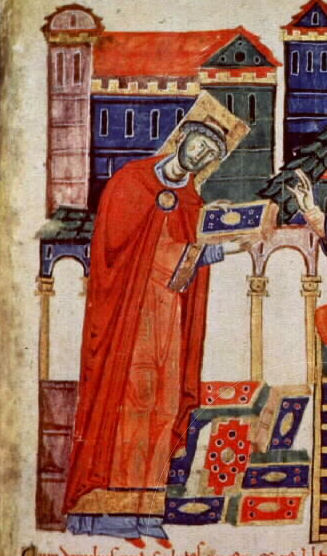
Lectionnaire du Mont-Cassin, Vat.Lat.1202, l'abbé Didier.
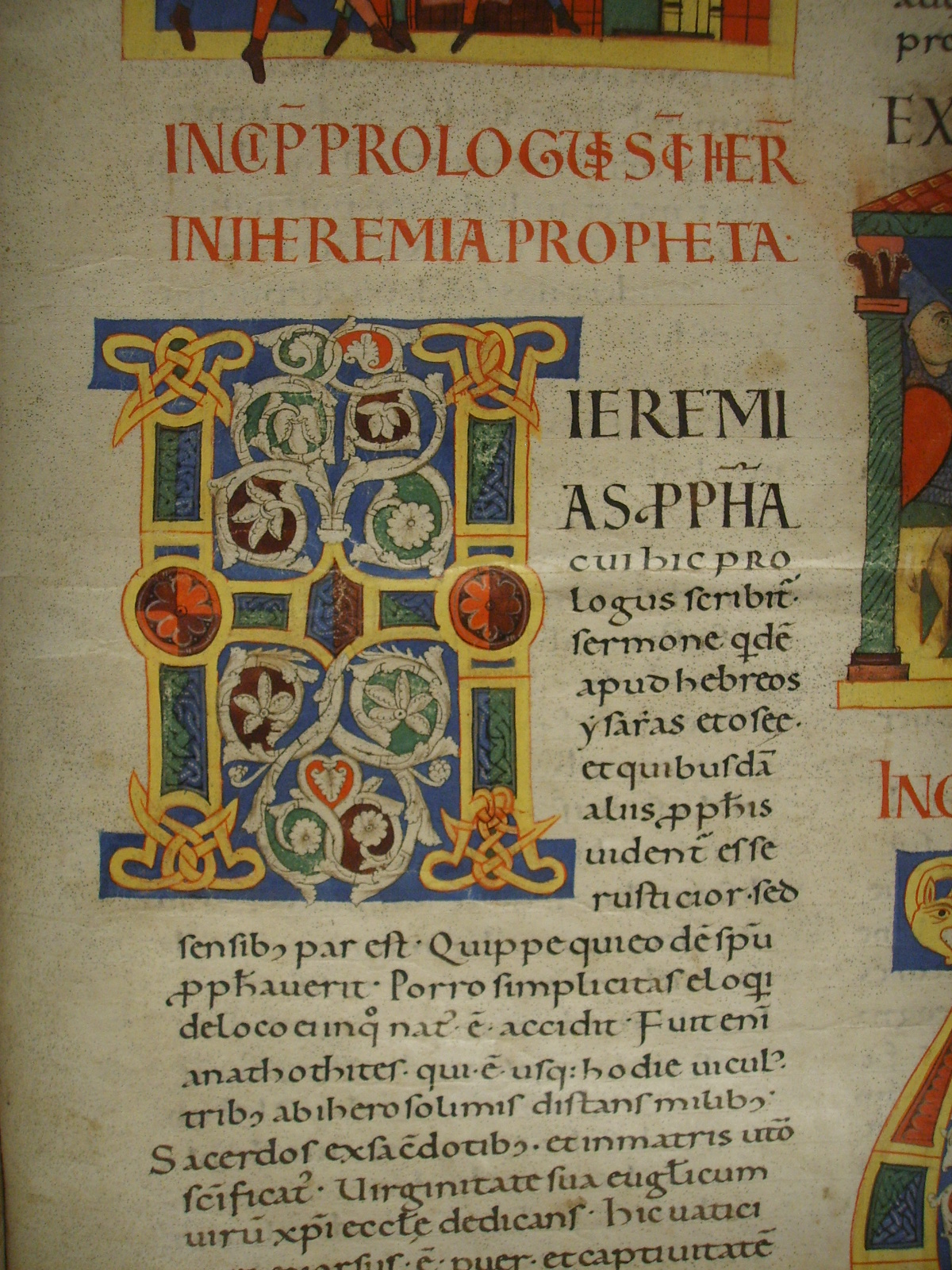
Bible de Santa Maria del Fiore
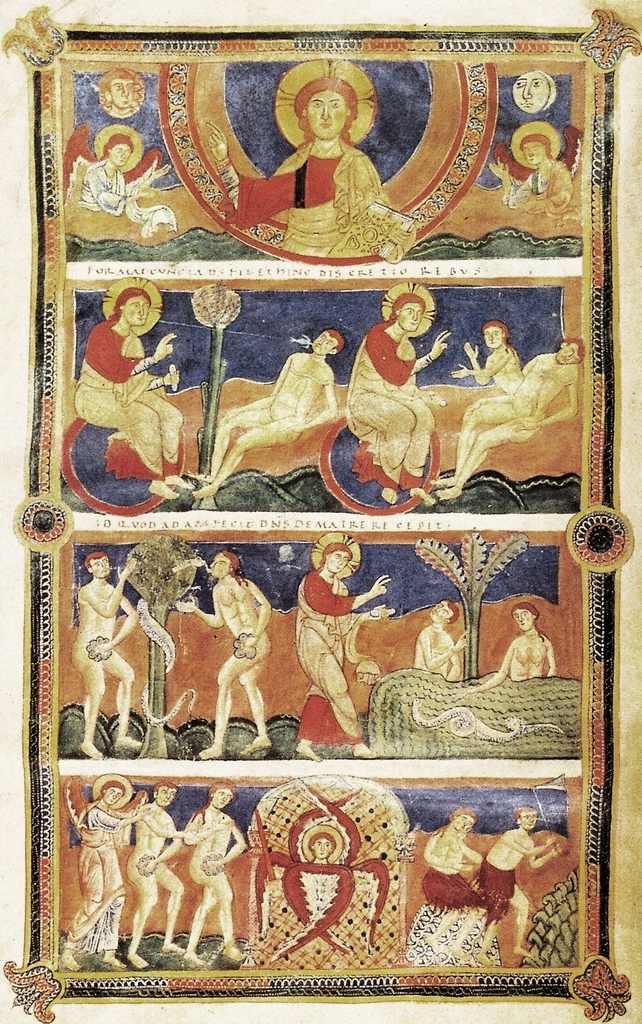
Bible du Panthéon, Bibliothèque apostolique vaticane, Lat.12958

En Toscane, la Bible de Santa Maria del Fiore (Bibliothèque Laurentienne, Ms.Edili.126) est un exemple ancien isolé d'imitation des bibles atlantiques romaines (1100-1125), avec quelques originalités comme de petits personnages en marge du livre. Il faut attendre le second quart de ce siècle pour voir se développer une véritable école toscane avec des lettrines placées dans des compartiments et décorées de rinceaux de feuillages, et des figures fortement influencées par l'art byzantin. Ce style se retrouve dans un sacramentaire de la Pierpont Morgan Library (G21), une bible de la bibliothèque Casanatense (Ms.723) ou une autre conservée à la bibliothèque nationale d'Espagne.

### France
Au cours du XIe siècle, l'enluminure sur le territoire de l'actuel France subit l'influence des régions voisines, telle que l'enluminure ottonienne dans l'est, l'enluminure anglo-saxonne au nord et dans l'Ouest et l'enluminure espagnole au sud-ouest. Après la première vague de l'influence byzantine, arrivée en France par le biais des grandes réformes monastiques et en premier lieu clunisienne, des styles propres et originaux se développent dans plusieurs régions du royaume.

#### L'enluminure clunisienne et son influence
La première influence byzantine est visible à travers les quelques rares manuscrits encore conservés provenant du scriptorium de l'Abbaye de Cluny. Chacun fait preuve de cette influence mais sans doute par le biais des ateliers romains ou du Mont-Cassin. Il s'agit du Lectionnaire de Cluny, du Traité de saint Ildefonse de la Bibliothèque palatine de Parme (Ms.1650), ainsi qu'une miniature isolée du Cleveland Museum of Art extraite d'une ancienne bible sans doute luxueuse. D'après les sources écrites, des artistes italiens mais aussi allemands (donc de tradition ottonienne) se trouvaient au sein de ce scriptorium. Cependant, cette première vague n'a qu'une influence limitée et il faut attendre la seconde vague à la fin du XIIe siècle pour que l'enluminure romane se développe chez les autres filles de Cluny, dans le centre et le sud-est de la France. La plus célèbre d'entre elles est la bible de Souvigny (Bibliothèque de Moulins, Ms.1) qui appartient à un groupe de manuscrits bibliques dans lequel on distingue aussi la bible de la bibliothèque municipale de Lyon (Ms.410-411),. D'autres manuscrits influencé par l'art byzantin se retrouvent à Autun, Clermont-Ferrand, mais aussi plus au sud de la France avec, par exemple, le lectionnaire de l'abbaye de Montmajour (BNF, Lat.889),.

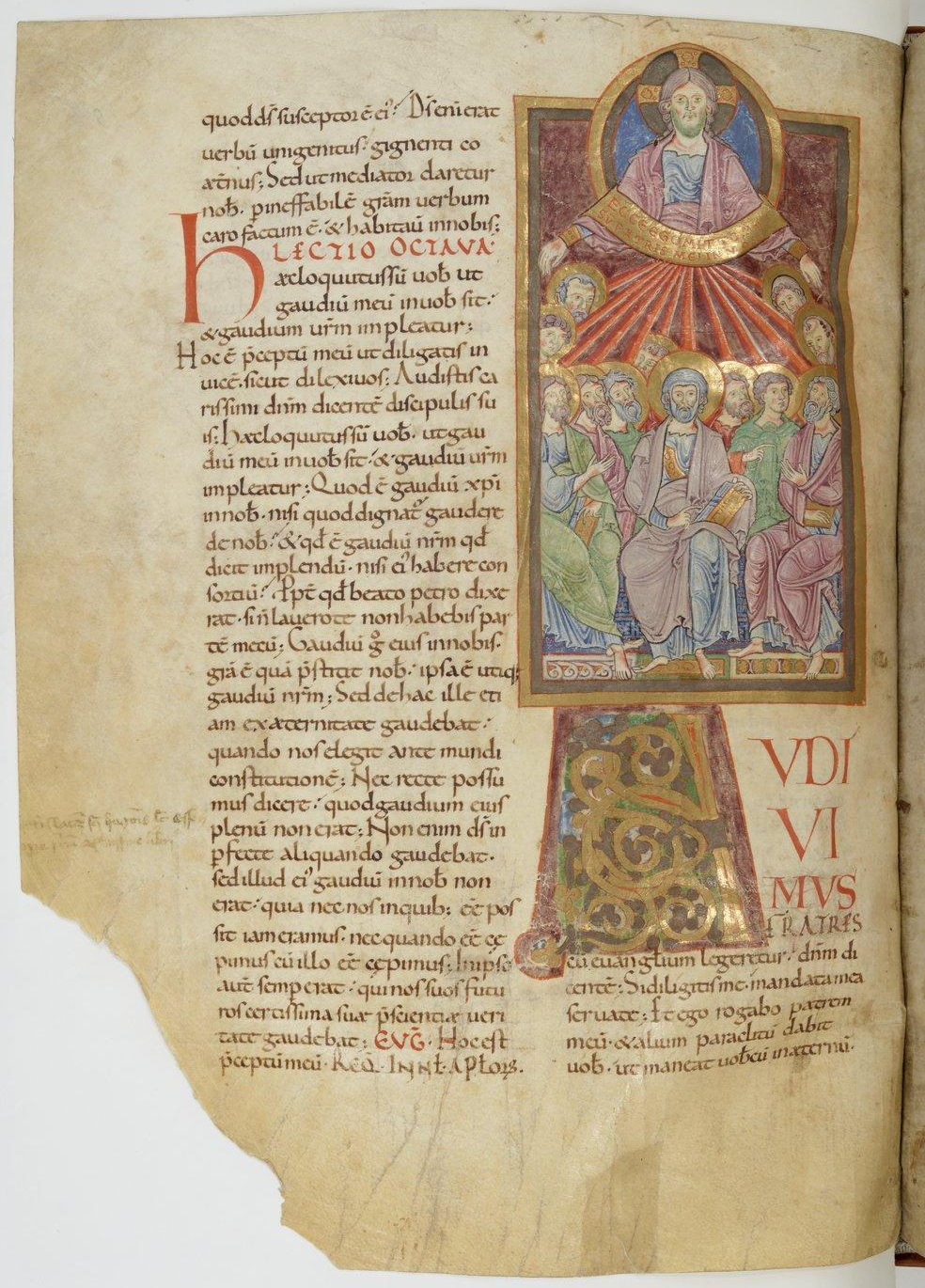
Lectionnaire de Cluny, La Pentecôte, f.79v
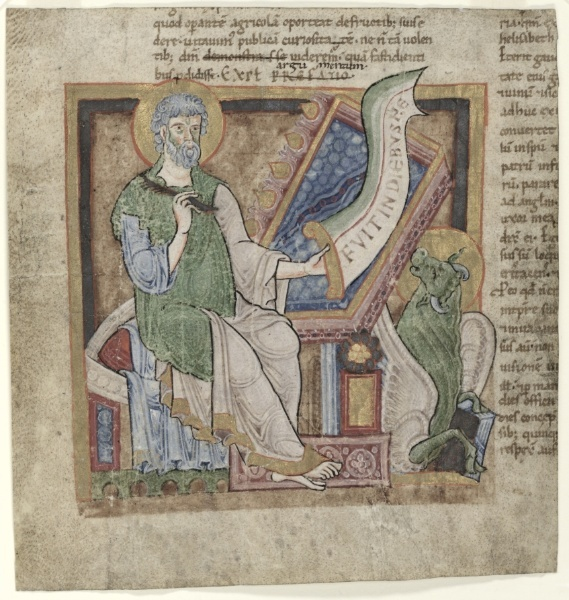
Miniature extraite d'une bible, Cleveland Museum of Art
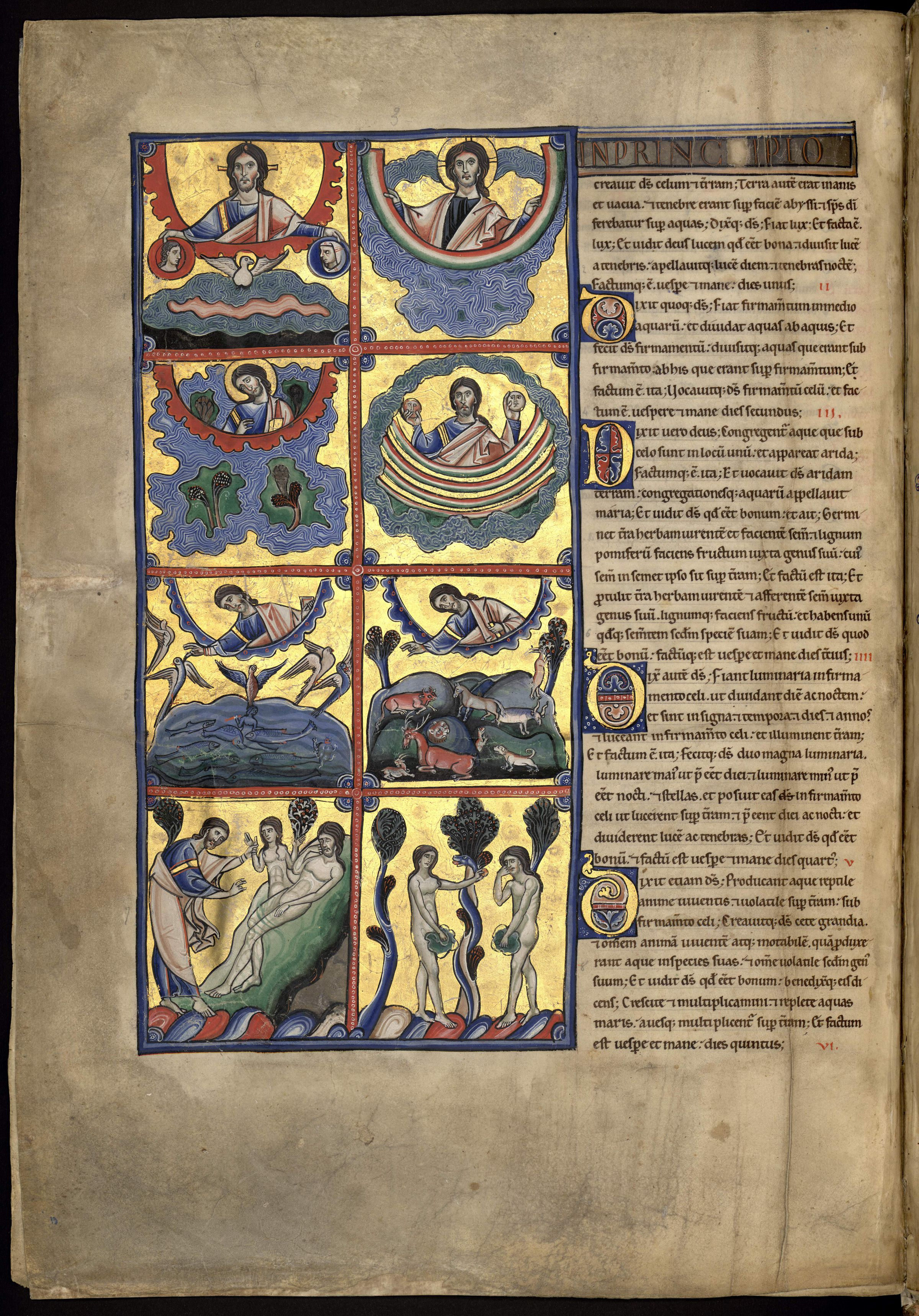
Bible de Souvigny, la création

#### Normandie
Pendant une bonne partie du XIe siècle, l'enluminure normande est en grande partie influencée par les manuscrits anglo-saxons. Un art véritablement original se développe à la fin de ce siècle et au début du siècle suivant. La décoration des livres se concentre dans le dessin de lettrines historiées à la plume, rehaussées de couleurs. Les personnages y sont représentés intriqués dans des décorations végétales. L'un des exemples les plus anciens est la bible de Guillaume de Saint-Calais (Bibliothèque de la cathédrale de Durham, ms.A.II.4), datée vers 1096 et provenant d'un atelier normand indéterminé. L'apogée de ce style se retrouve dans un manuscrit du Commentaire sur Isaïe d'Exeter (Bibliothèque Bodléienne, Ms.Bodl.717) réalisé dans le scriptorium de l'abbaye de Jumièges par un artiste du nom d'Hugo Pictor. Dès les années 1130, ce style original disparait et les manuscrits normands prennent leur source d'inspiration dans le Poitou ou en Angleterre, comme c'est le cas pour l'évangéliaire de Saint-Martin de Sées (Bibliothèque diocésaine de Sées, ms.5).

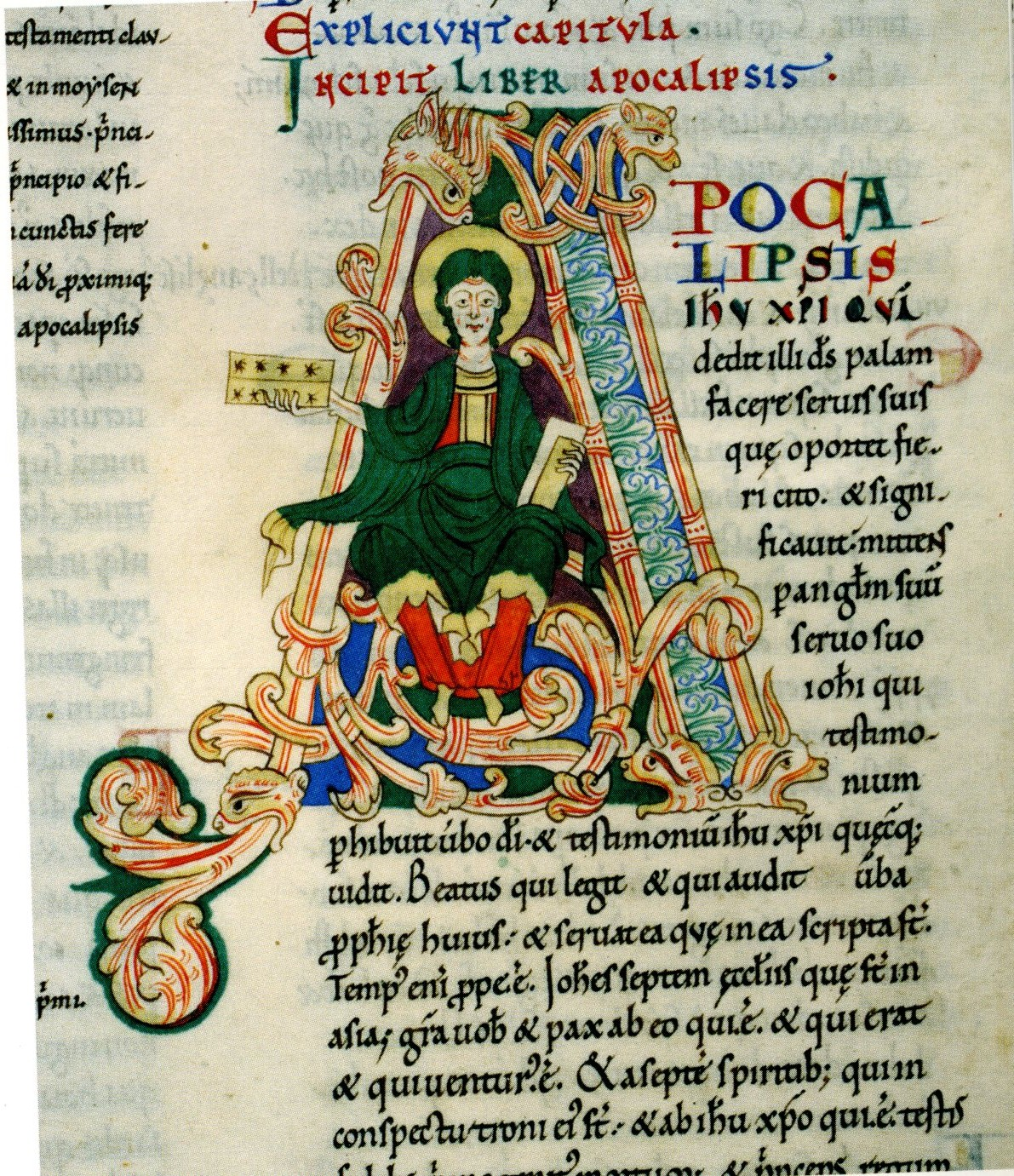
Lettrine de la bible de Guillaume de Saint-Calais
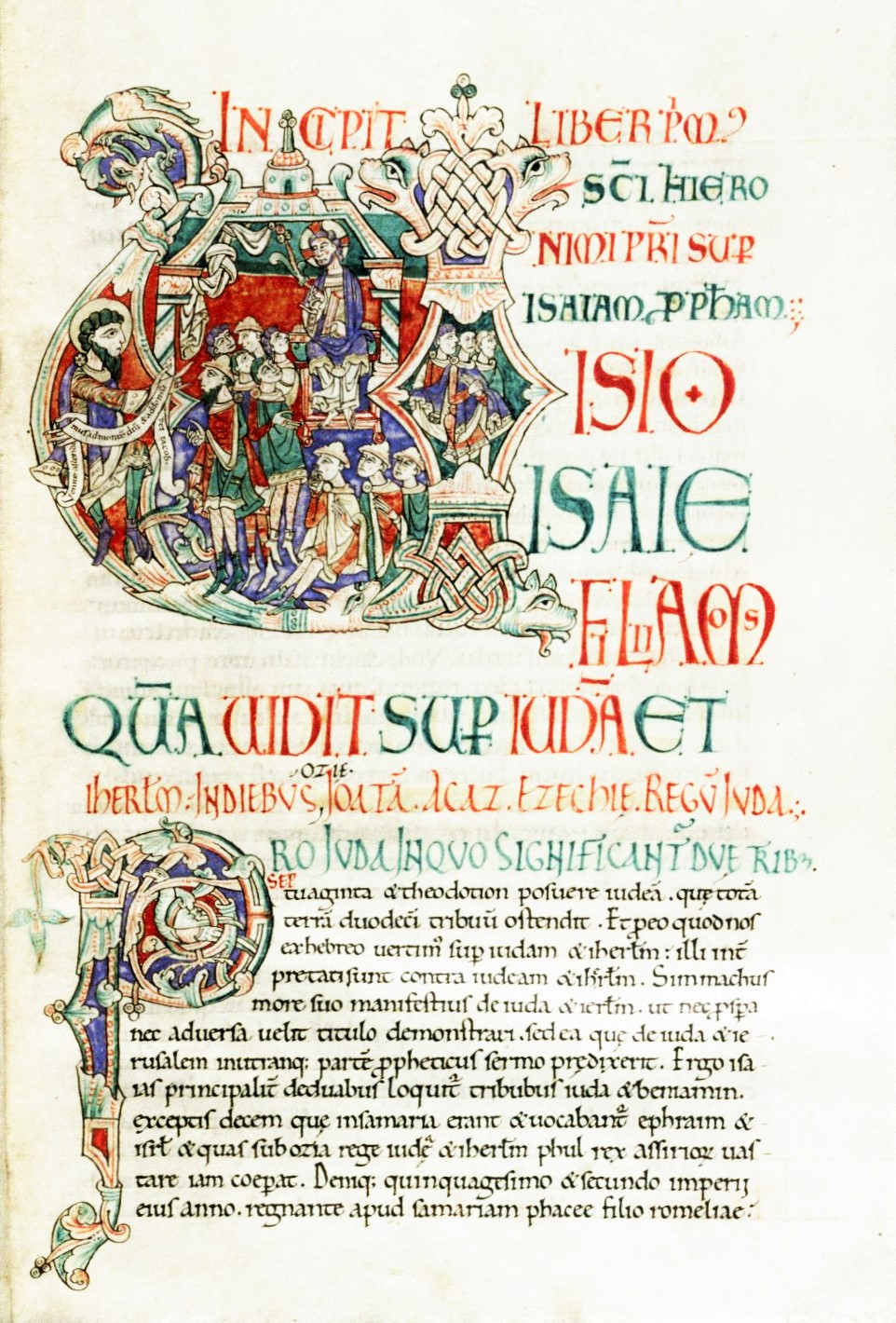
Commentaire sur Isaïe : lettrine U par Hugo Pictor de l'abbaye de Jumièges

#### Poitou et basse vallée de la Loire
La région couvrant le Poitou, l'Anjou, le Maine et la Touraine a elle aussi connu l'émergence d'un style propre qui s'est développé dans le domaine de l'enluminure comme de la fresque, entre la fin du XIe siècle et les années 1170. Ce style, inspiré de l'enluminure carolingienne se caractérise par des figures très élancées et au visage allongé et une organisation des scènes très dynamique. Trois vies de saints sont représentatives de ce style dès les années 1075-1100 : une Vie de sainte Radegonde (BM Potiers, ms.250) provenant de Poitiers, une Vie de saint Martin de Tours à la plume (Bibliothèque de Tours, Ms.1018) et enfin une Vie de saint Aubin (BNF, NAL1390) provenant d'Angers. Ce style se prolonge au siècle suivant et se diffuse dans les régions environnantes, sans doute à la suite du déplacement d'artistes d'un scriptorium à l'autre. C'est le cas dans le cartulaire de l'abbaye du Mont-Saint-Michel (Bibliothèque d'Avranches, ms.210), décoré vers 1160 de dessins à la plume dans un style mêlant aussi des influences anglaises.

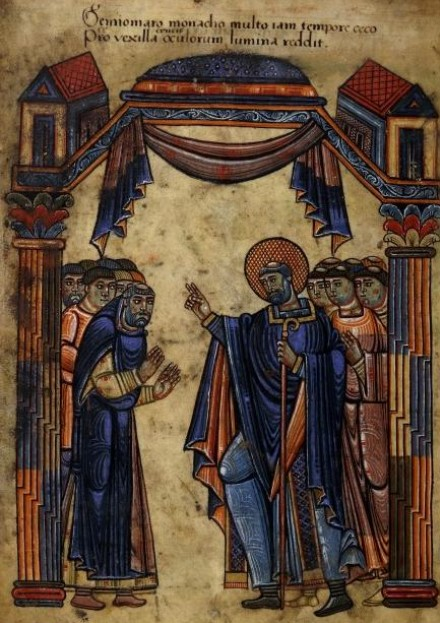
Vie de Saint Aubin d'Angers, saint Aubin bénissant des fidèles
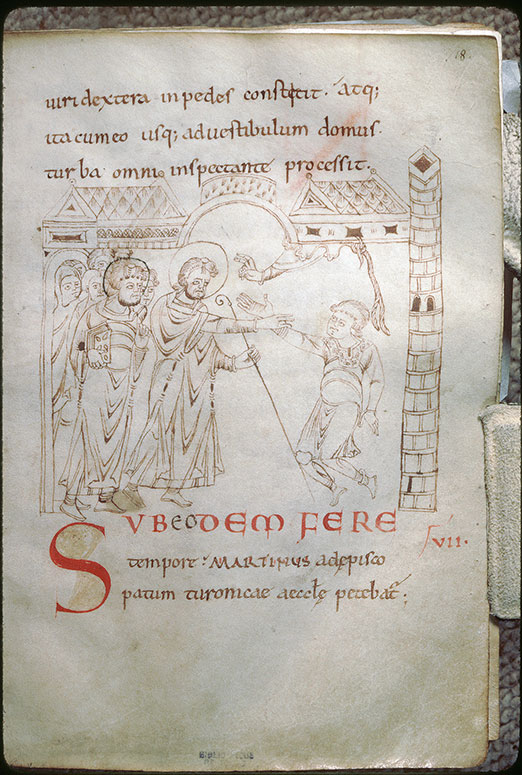
Vie de saint Martin de Tours, saint Martin ressuscitant un pendu
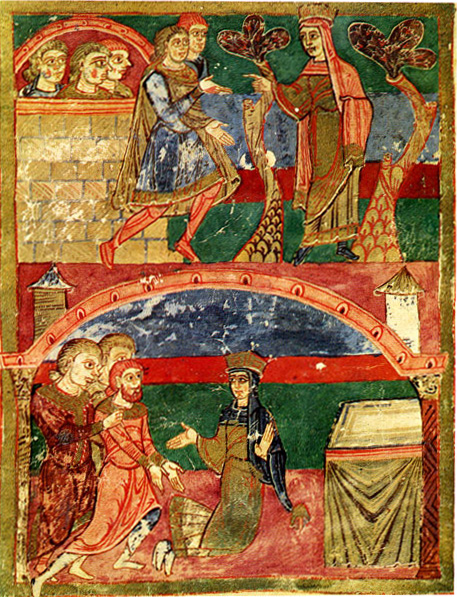
Scènes de la vie de sainte Radegonde
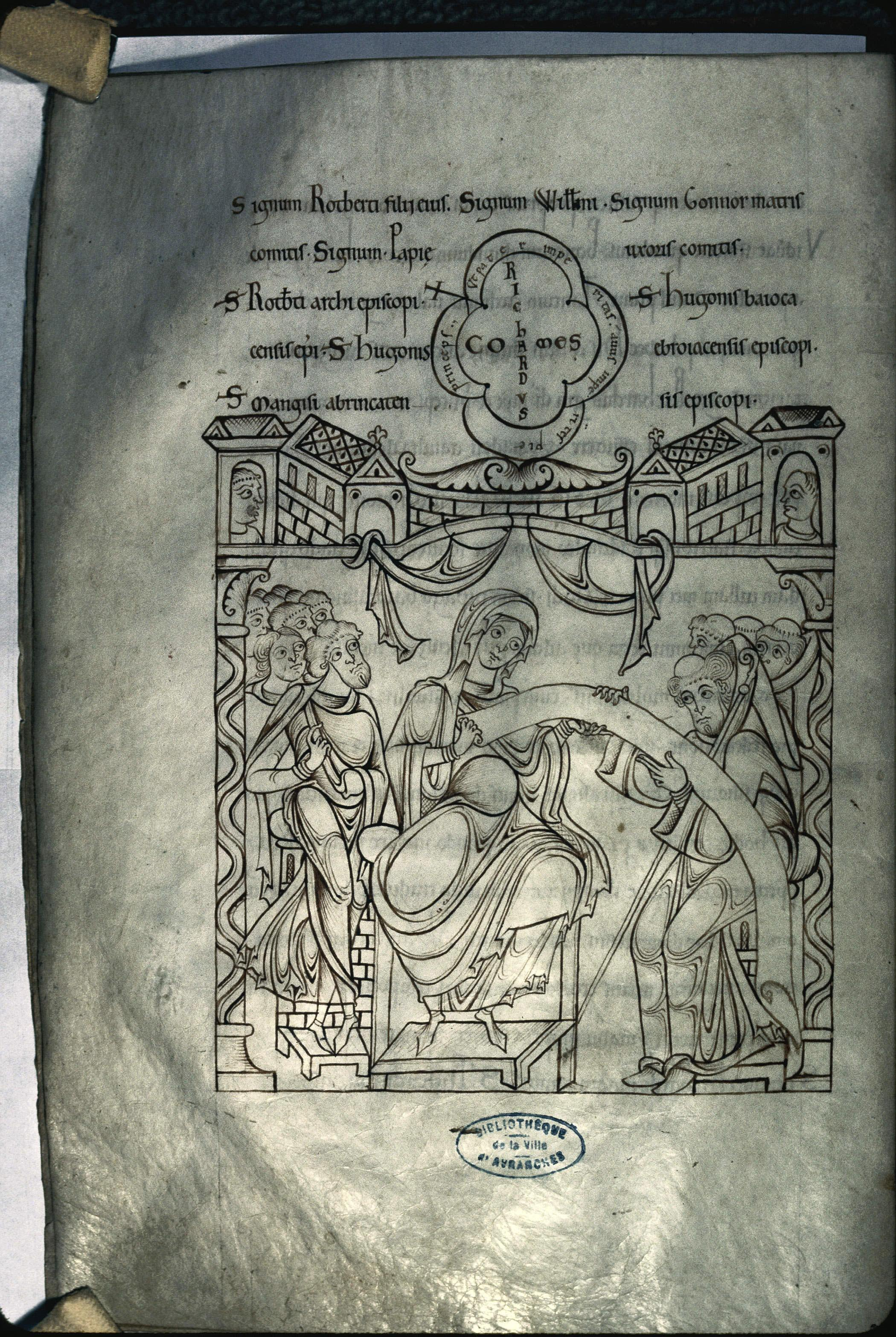
Cartulaire du Mont-Saint-Michel : la donation de la duchesse Gonnor, f.23v.

#### Limoges
La capitale limousine est le lieu de deux centres religieux de première importance à l'époque romane : l'abbaye Saint-Martial et le chapitre de la cathédrale Saint-Étienne. Influencé par la réforme clunisienne porteuse du style italo-byzantin, et l'art du Poitou voisin, la ville devient un foyer majeur de l'enluminure romane. Le manuscrit le plus célèbre est la Seconde Bible de Saint-Martial, réalisée vers 1100, auquel on peut ajouter le sacramentaire de Saint-Étienne, dont un artiste est commun au premier manuscrit. Un autre artiste de ce dernier manuscrit a contribué aussi aux décorations de la Bible de Saint-Yrieix (Bibliothèque de Saint-Yrieix-la-Perche).

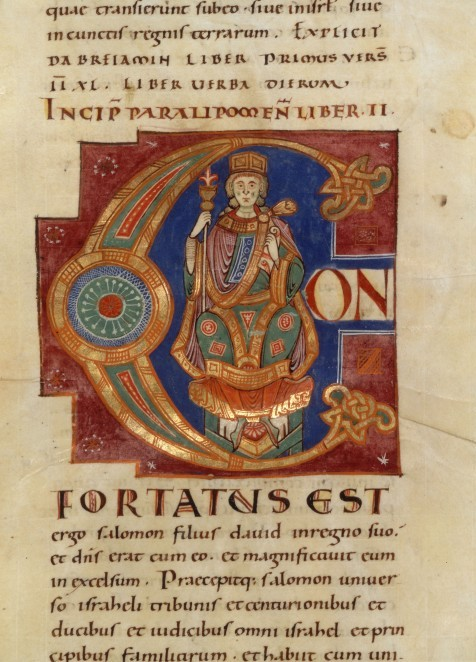
Seconde Bible de Saint-Martial, Lettrine C, le roi Salomon
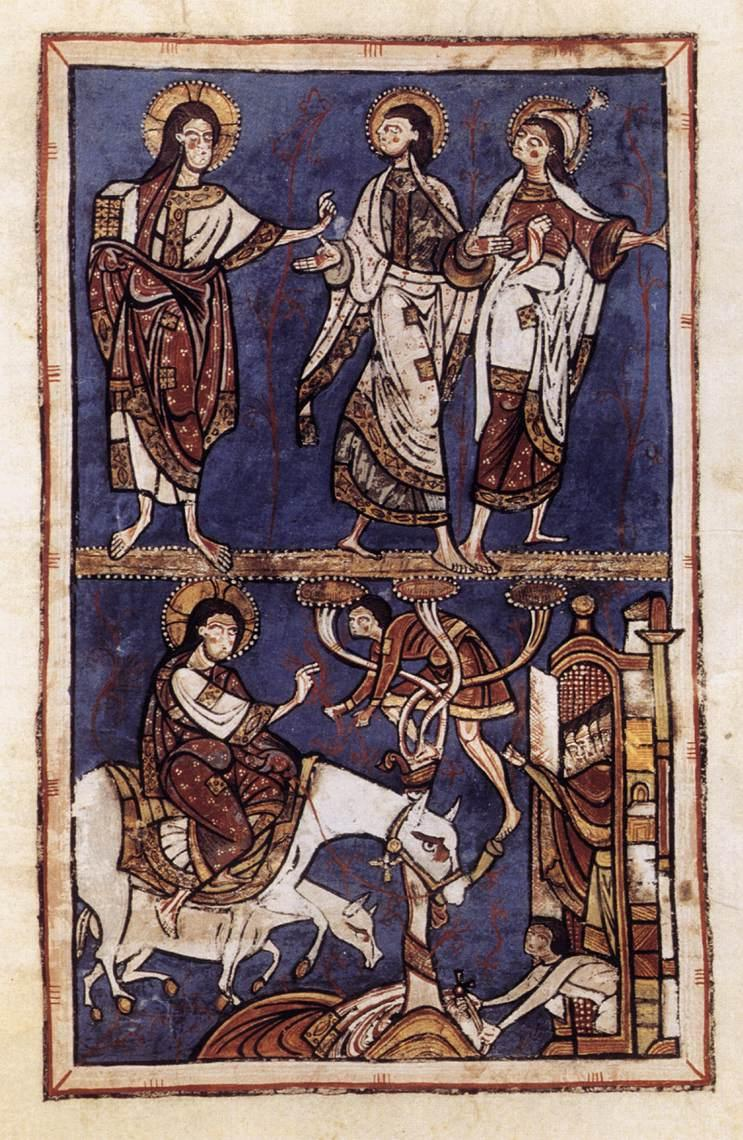
Sacramentaire de Saint-Étienne de Limoges, l'entrée du Christ à Jérusalem
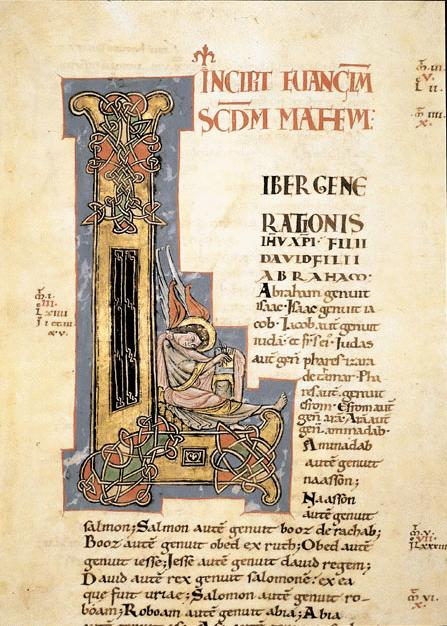
Lettrine L de la bible de Saint-Yrieix

#### France septentrionale
Le nord de la France actuel, comprenant la Picardie, l'Artois, le Cambrésis, le Hainaut et la Flandre méridionale présente un grand nombre de centres de production de manuscrits actifs pendant la période romane. Le premier manuscrit adoptant véritablement le nouveau style est le Liber floridus, rédigé à Saint-Omer vers 1120. La région subit pourtant l'influence directe de l'art venu d'Angleterre à la même époque, ainsi que de l'art mosan de manière plus ponctuelle. Le Maître de la Bible de Lambeth, venu d'Angleterre se déplace dans cette région pour exécuter des décorations sur place dans les années 1140 de l'évangéliaire de Liessies dont il ne subsiste qu'un fragment (Société historique d'Avesnes-sur-Helpe). Un autre enlumineur, laïc d'origine britannique, appelé Félix, s'est installé à l'abbaye de Corbie où il réalise la décoration de plusieurs manuscrits dans les années 1160. Cependant, tous les enlumineurs ne tirent pas leur inspiration d'outre-manche. Les miniatures de la Seconde Vie de saint Amand (Bibliothèque de Valenciennes, Ms.501), datées d'environ 1153, provenant de l'abbaye du même nom, sont directement inspirées du style italo-byzantin. Un autre style se retrouve dans la Troisième Vie de saint Amand (BMV, Ms.500), plus tardive d'une vingtaine d'années, avec un dessin plus marqué des couleurs en nombre limité posées par grands aplats.

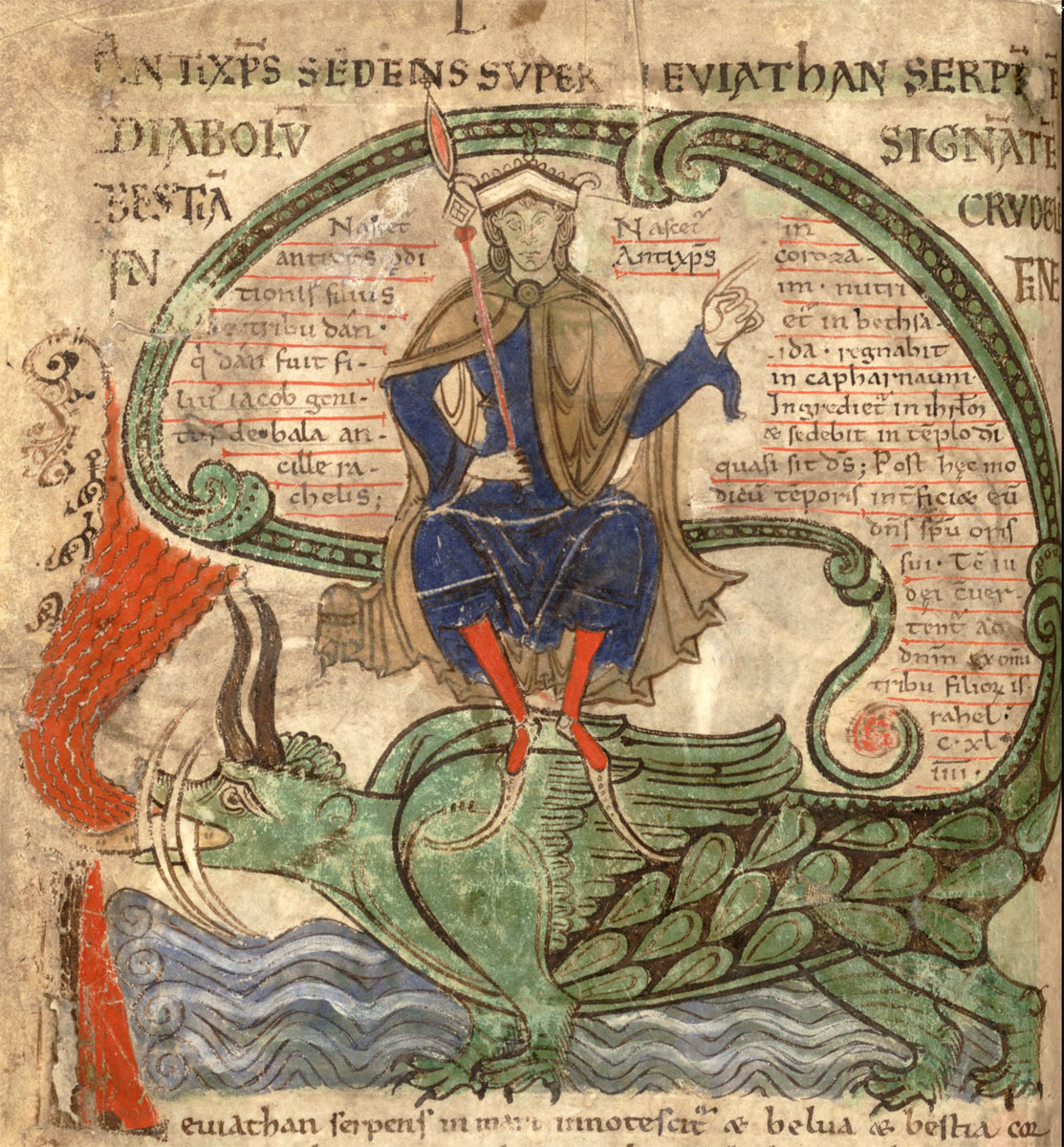
Liber floridus, l'Antéchrist sur le Léviathan
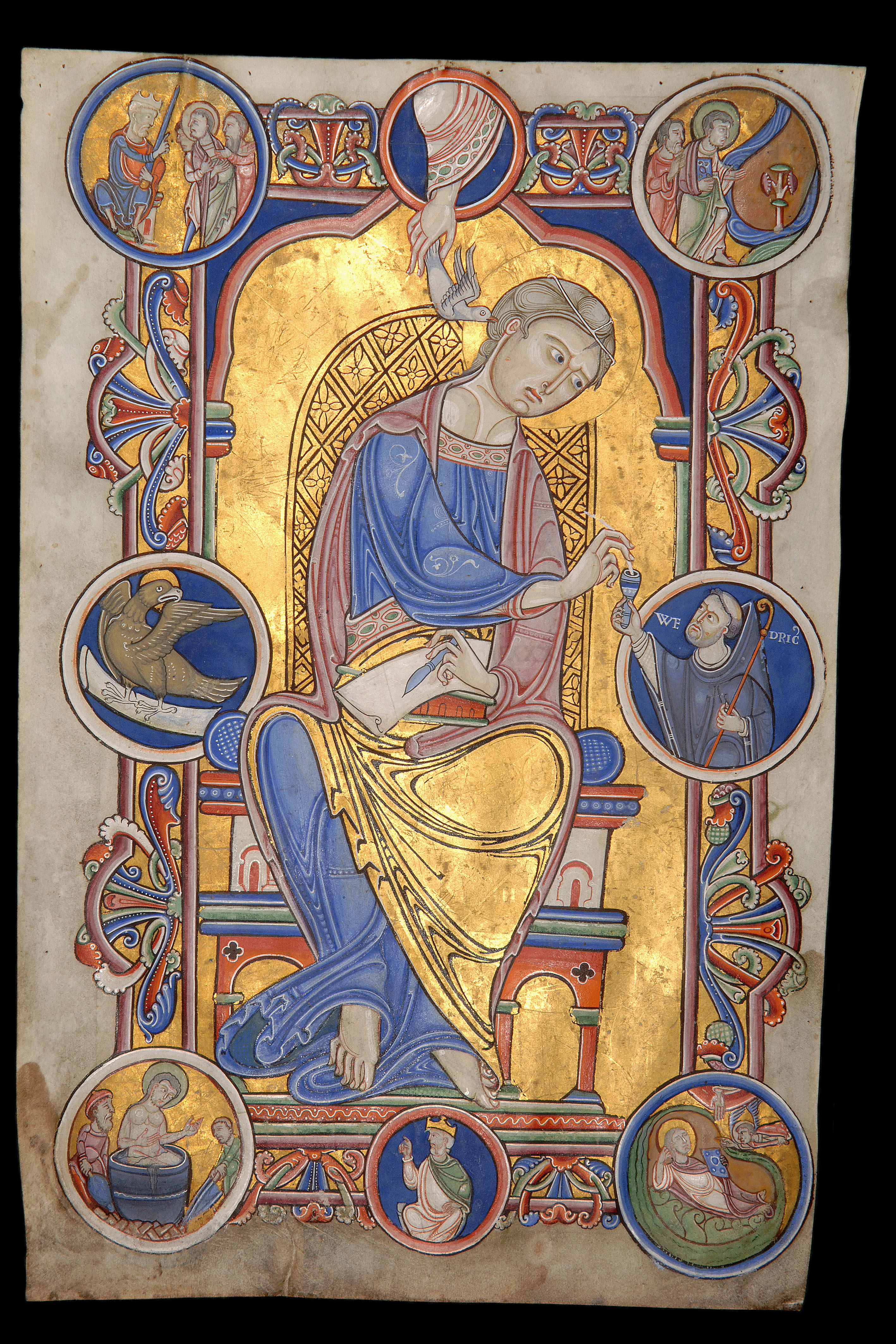
Évangiles de Liessies, saint Jean
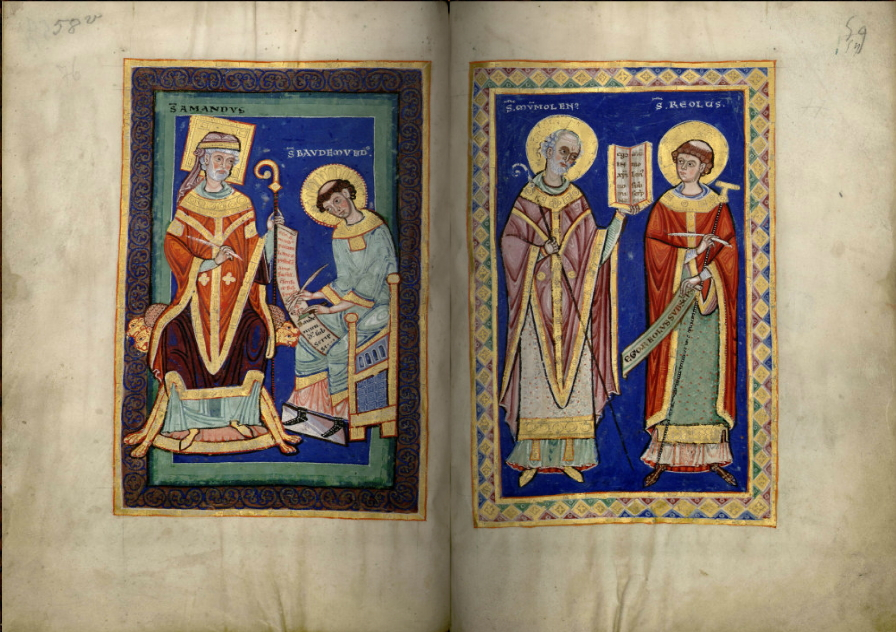
2e Vie de saint Amand, la rédaction du testament du saint et ses témoins

#### Domaine royal et Champagne
Le cœur du royaume de France ne se distingue pas pendant la période romane par une grande production et une originalité particulière dans le domaine de l'enluminure. L'activité se limite à quelques scriptoria actifs pendant de courtes périodes. À Chartres, plusieurs manuscrits d'importances sont produits au cours de la première moitié du XIIe siècle développant un style propre. Le plus important d'entre eux est une grande bible datées des environs de 1150 (BNF, Lat.55 et 116) qui tire certains motifs des vitraux de la cathédrale Notre-Dame de Chartres. Le scriptorium de l'abbaye de Saint-Denis n'est connu que par quelques manuscrits dispersés. La Champagne connait une production plus importante avec un groupe de bibles monumentales dont la plus célèbre est la Bible des Capucins (BNF Lat.16743-16746) datée vers 1170-1180. Cette bible montre à la fois une influence mosane, visible aussi dans des anciens vitraux de la cathédrale de Troyes, mais aussi anglaise et plus précisément du scriptorium de Saint-Alban. Un deuxième groupe de bibles troyennes, datées de la fin du XIIe siècle et elles aussi influencées par l'Angleterre, marque une étape de transition entre l'art roman et les premiers temps du gothique, dont la plus connue est la bible de Manerius (Bibliothèque Sainte-Geneviève, Ms.8-10),.

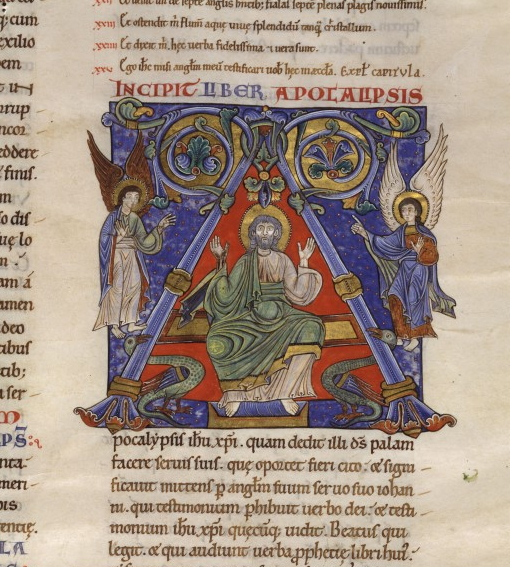
Bible chartraine, lettrine historiée
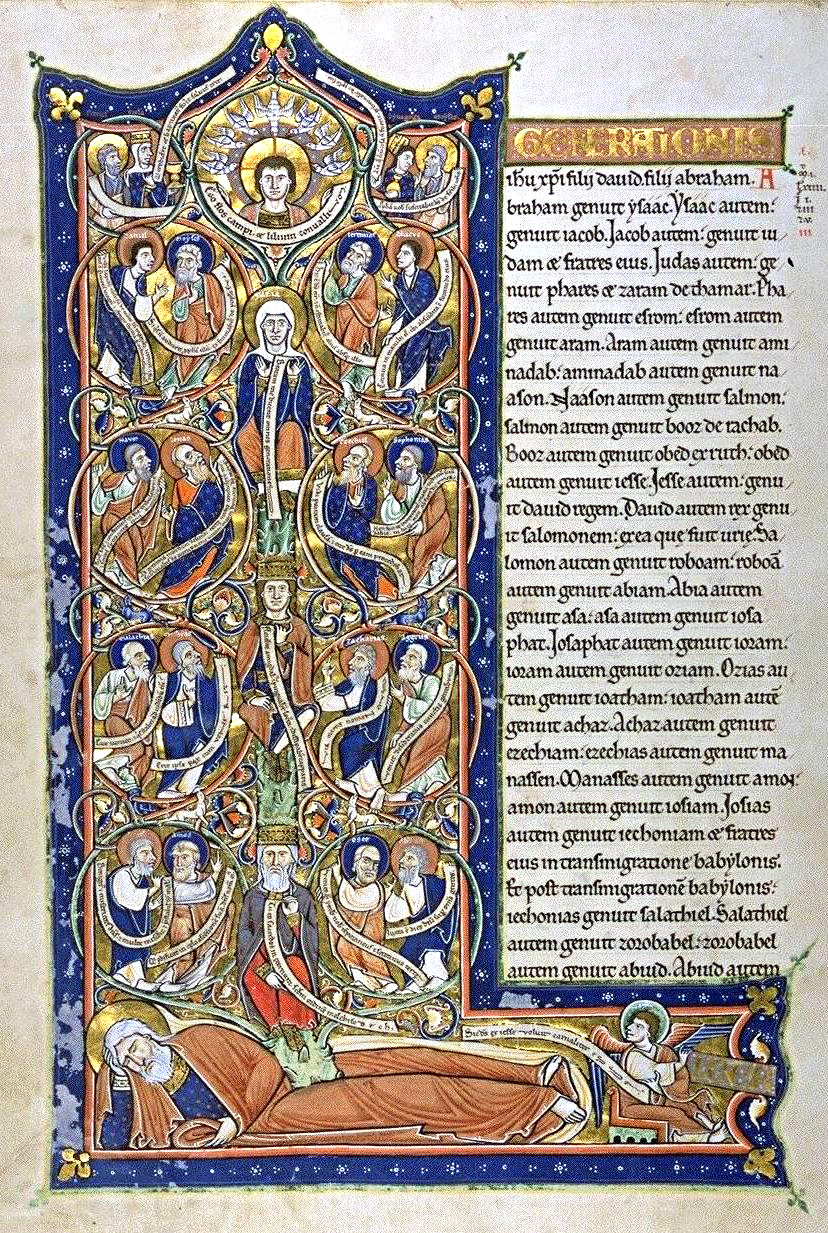
Bible des Capucins, Arbre de Jessé
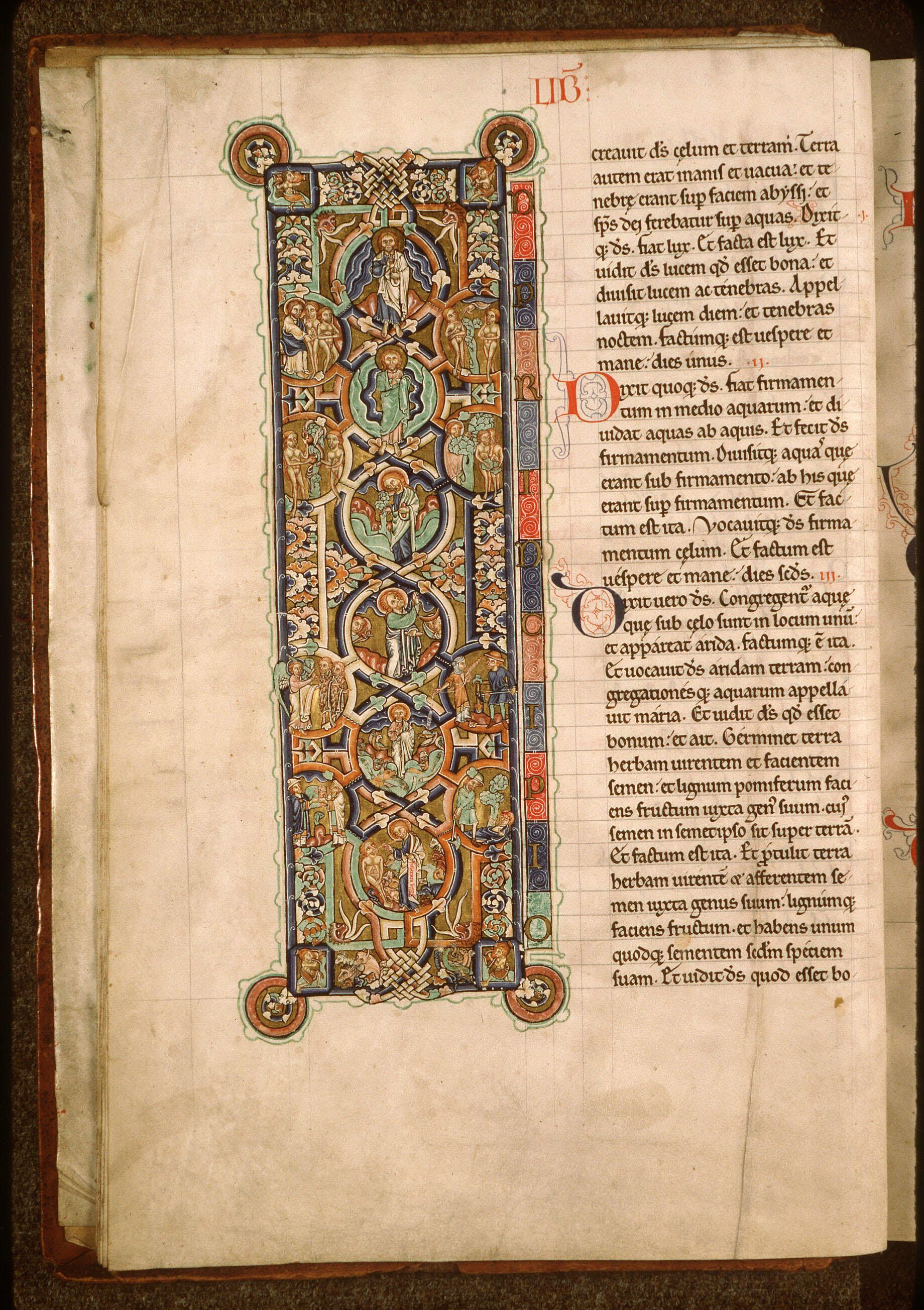
Bible de Manerius, lettrine historiée de la Genèse

#### L'enluminure cistercienne
Alors que l'ordre cistercien prospère et se diffuse en prônant un retour à la rigueur de la vie monastique, les scriptoria de ses principales abbayes produisent parmi les plus beaux manuscrits de l'époque dans un style qui leur est propre. À l'abbaye de Cîteaux (dont les manuscrits sont aujourd'hui conservés à la Bibliothèque municipale de Dijon), un artiste allie à la fois des représentations élégantes et une inspiration tirée d'éléments de la vie quotidienne principalement dans des lettrines historiées : il participe à l'exécution de la bible d'Étienne Harding qui lui a donné son nom (Maître de la Bible d'Étienne Harding) ou encore un manuscrit des Morales sur Job et influence de nombreux autres scriptoria cisterciens. Les critiques de Bernard de Clairvaux contre le luxe dans la décoration des manuscrits a peut-être encouragé le développement de l'enluminure purement ornementale qui atteint dans les ateliers cisterciens un grand foisonnement végétal. Celui-ci est parfois multicolore mais aussi monochrome comme dans une série de trois bibles dans l'influence de Clairvaux : la Grande Bible de Clairvaux, la bible de Chaumont (Bibliothèque municipale, Ms.1-5) la bible des Célestins (Bibliothèque de l'Arsenal, Ms.578 et Bibliothèque nationale russe).

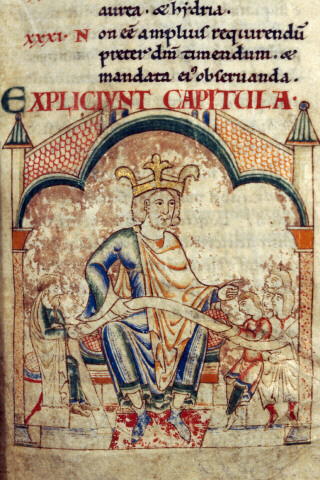
Bible d'Étienne Harding : le roi Salomon (Dijon, Bibliothèque Municipale, ms. 14, fol. 13r)
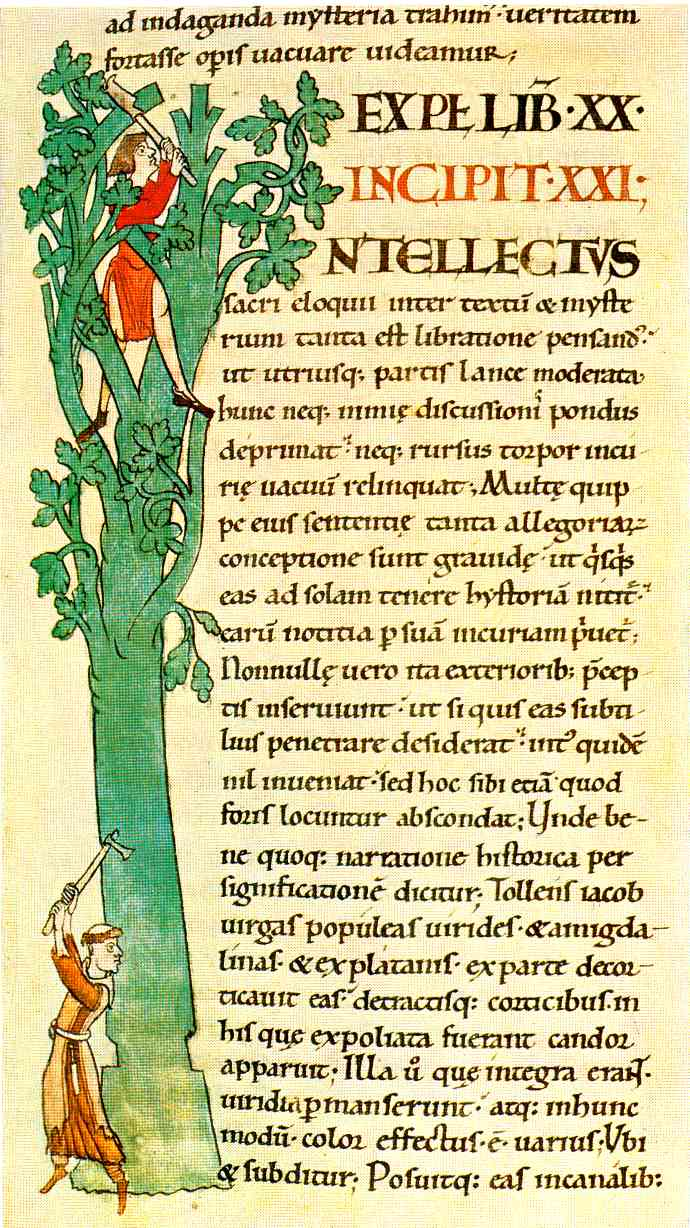
Page des Morales sur Job de Cîteaux :  moine coupant un arbre (BM Dijon, ms. 173, f. 41r)
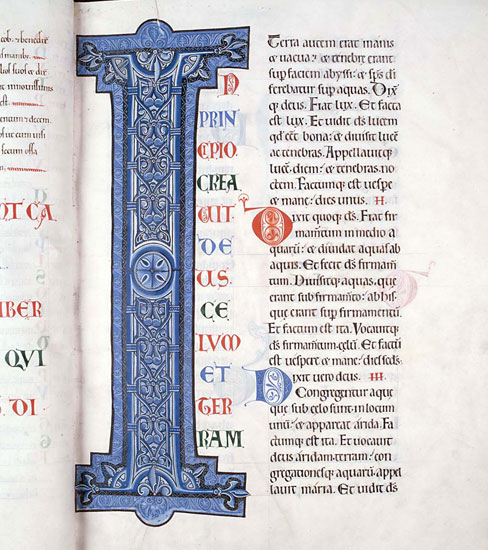
Grande Bible de Clairvaux, Lettrine I
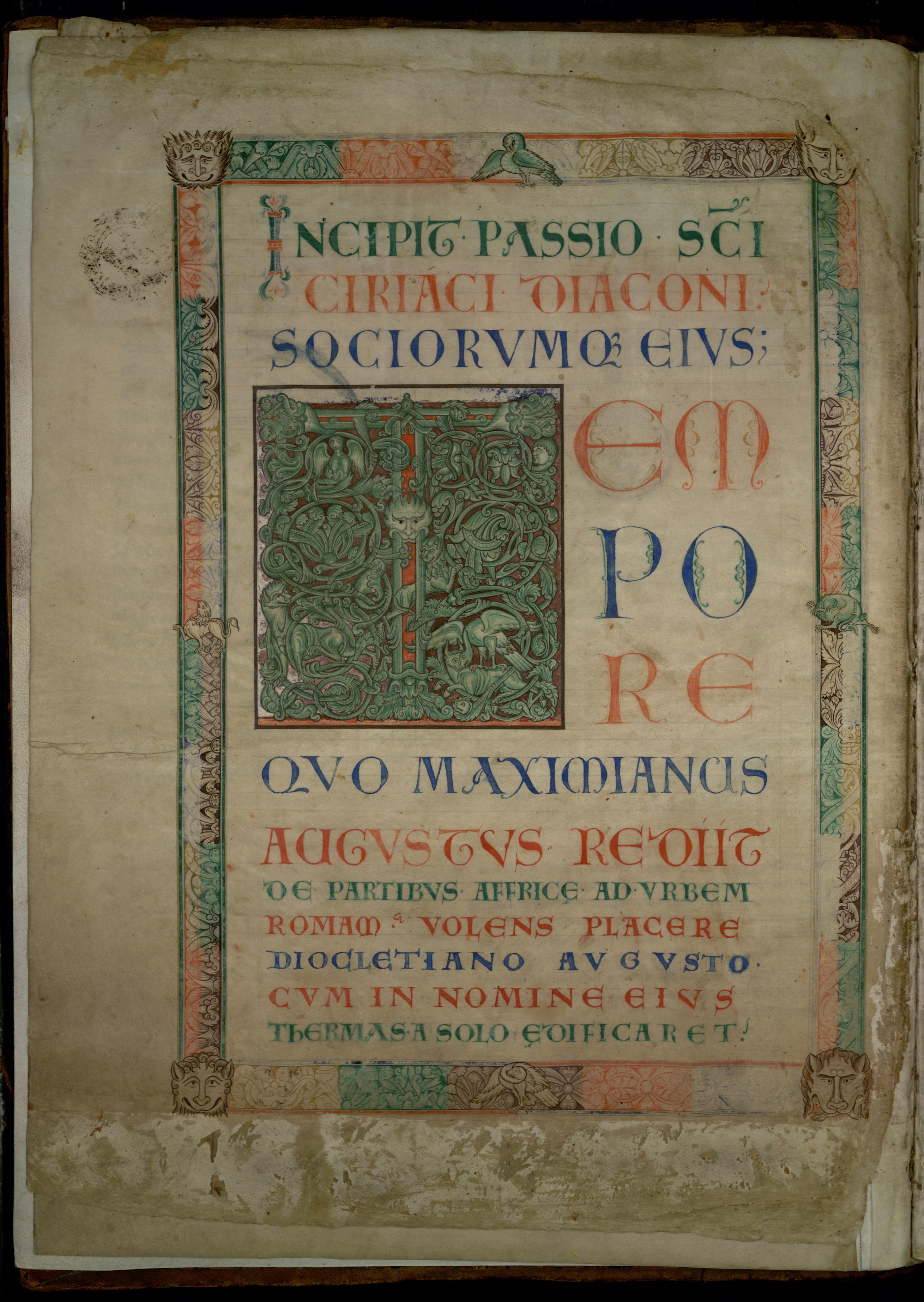
Enluminure du Légendier de Cîteaux, initiale "T" de "Tempore" (BM Dijon, ms. 641, f. 2v)

### Angleterre
La conquête normande de l'Angleterre amène une rupture toute relative dans les arts du livre dans les îles britanniques. Plusieurs manuscrits venus de Normandie traversent sans doute la Manche, comme la Bible de Guillaume de Saint-Calais mais leur influence reste limitée au domaine des lettrines ornées. Les scriptoria anciens tels que ceux de Canterbury continuent à produire en continuant le style anglo-saxon d'avant la conquête. L'évangéliaire de Mostyn (Morgan Library, M777) exécuté peut-être à Gloucester vers 1120 reproduit ainsi les évangélistes assis sur leur symbole mélange à la fois un modèle insulaire en l'adaptant au style carolingien mais sans faire référence au nouveau style roman en cours sur le continent. 
Il faut attendre les années 1120 pour que le style italo-byzantin soit adopté localement mais avec une adaptation dans les traits des personnages notamment : les traits sont émaciés, les yeux agrandis et les plis des vêtements emboités. C'est à l'abbaye de Saint-Alban (Herefordshire) que se met en place ce style de manière la plus achevée. Vers 1120-1130, y est exécuté le célèbre psautier de Saint-Alban dont les miniatures en pleine page sont inspirées de modèles à la fois anglo-saxons, byzantins et ottoniens. Les motifs des encadrements, les couleurs de fonds et les modelés des personnages obtenus à partir de rehauts de blanc sont directement issus du style italo-byzantin. Ce style original que développe le Maître du psautier de Saint-Alban, qui s'est sans doute déplacé dans d'autres scriptoria, influence durablement les autres artistes d'Angleterre à cette époque. Il s'est ainsi sans doute rendu à l'abbaye de Bury St Edmunds (Suffolk) où il a réalisé les miniatures d'une Vie de saint Edmond (Pierpont Morgan Library, M736). C'est un de ses disciples qui est sans doute à l'origine de la décoration du psautier de Shaftesbury (British Library, Landsdowne 383) vers 1130-1140, qui comporte un cycle de 8 miniatures pleine page.

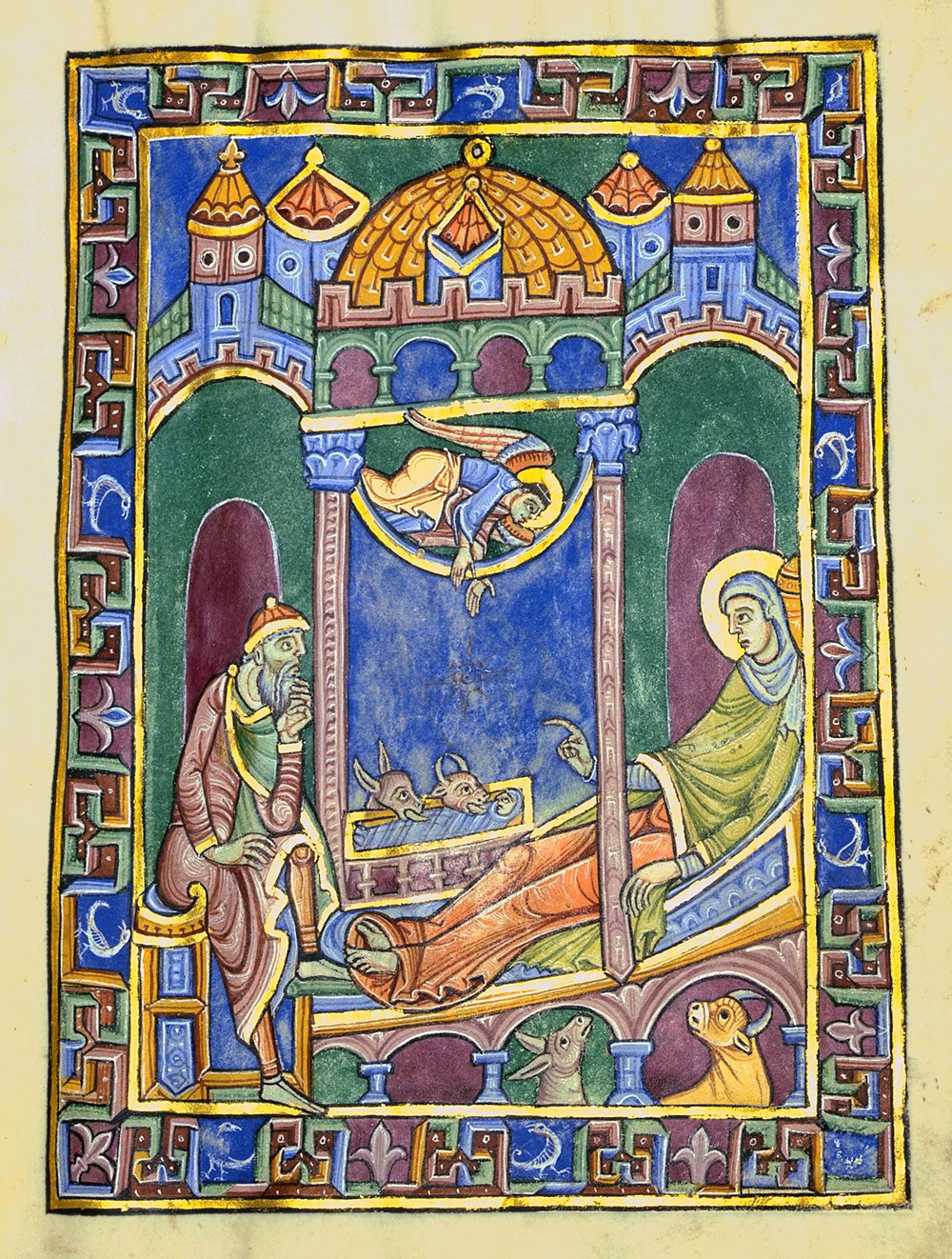
Psautier de Saint-Alban, la Nativité
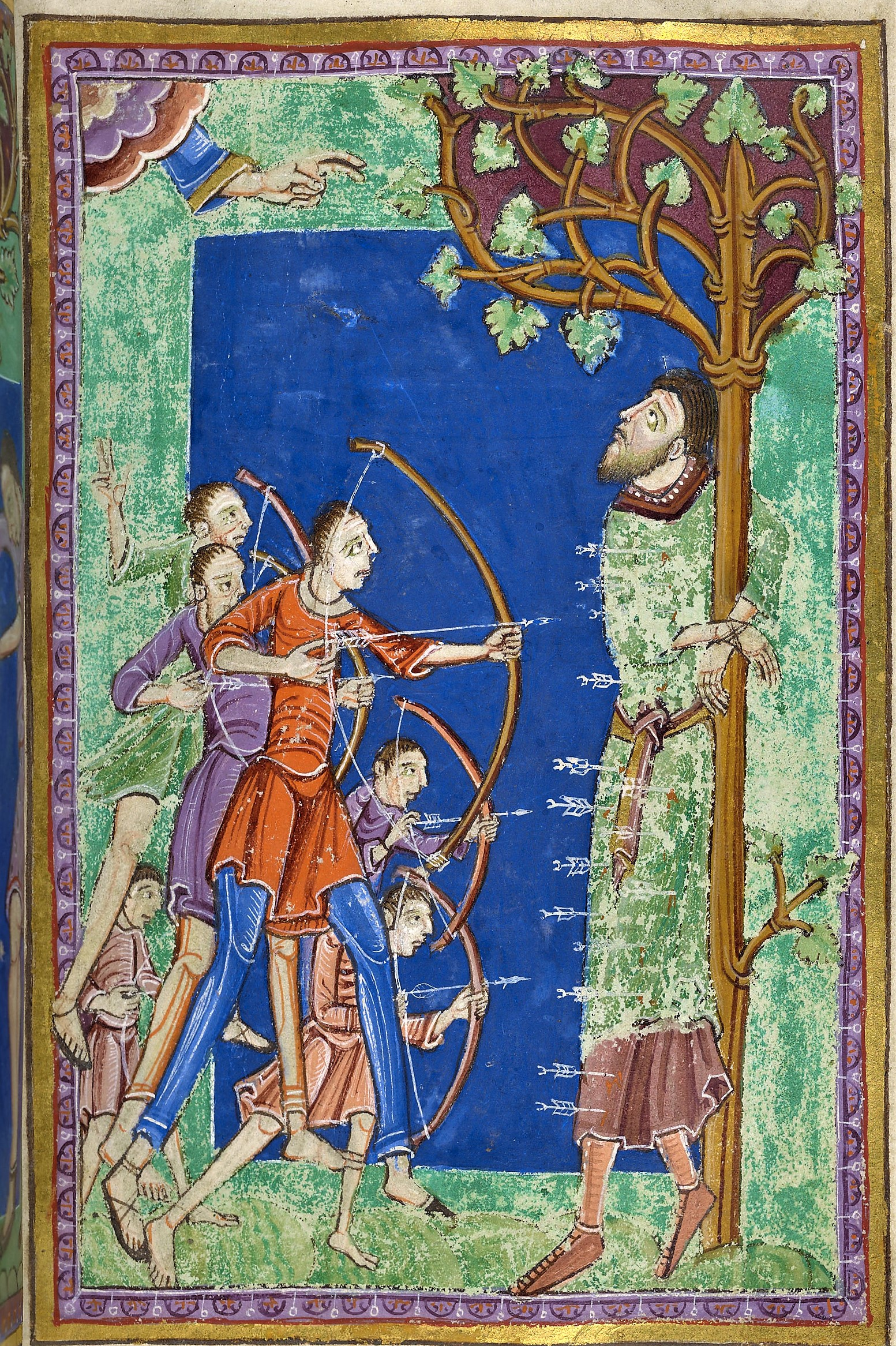
Vie de saint Edmond, le martyre
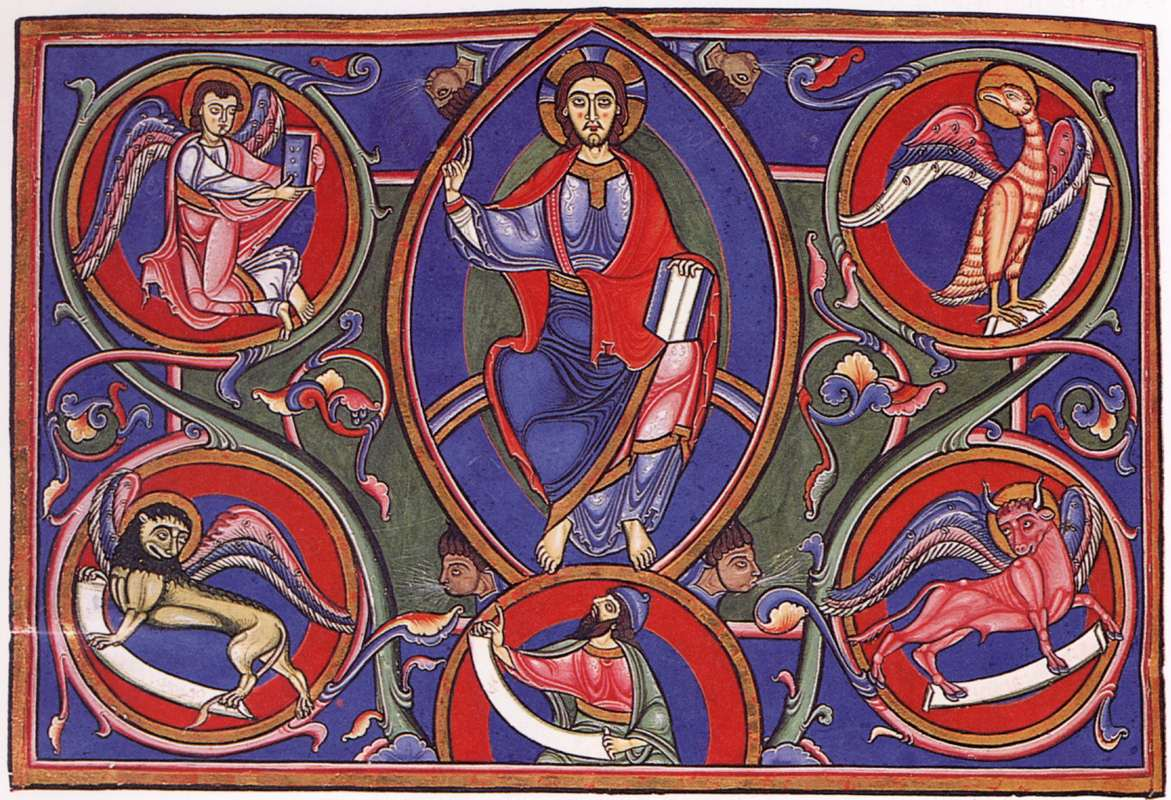
Bible de Bury, Christ en gloire

À l'abbaye de Bury St Edmunds, l'abbé Anselme de San Saba, d'origine italienne, entre 1121 et 1148, est le protecteur d'un artiste à la fois peintre et sculpteur, Maître Hugo à l'origine de manuscrits parmi les plus originaux. Il peint la Bible de Bury (Corpus Christi College (Cambridge), ms.2), entre 1135 et 1140, aux couleurs inédites et aux figures de plus en plus réalistes. Pour représenter les personnages, sont dessinés des plis de vêtements d'aspect mouillé censés adhérer à la forme du corps des personnages et mettant en valeur leur anatomie. Ce style d'origine byzantine est appelé damp fold style et influence toute l'enluminure anglaise par la suite.
Le centre de Cantorbéry reste relativement à l'écart de ce style, l'influence italo-byzantine se limitant aux représentations des figures. Le psautier d'Eadwine (Trinity College (Cambridge), Ms.R.17.1) est en fait une copie du psautier d'Utrecht copié notamment vers 1147 par le scribe Eadwine Basan (en) dont le portrait représenté au folio 283v est d'inspiration italo-byzantine dans la figure mais reste très insulaire dans les ornementations notamment des plis du vêtement. Le même Eadwine est à l'origine de la bible de Douvres (Corpus Christi College, Cambridge), plus byzantinisante dans son style. Un autre artiste majeur de Cantorbéry est le Maître de la Bible de Lambeth, qui peint ce manuscrit (Lambeth Palace, Ms.3), inspiré par le style de Maître Hugo et qui influence l'enluminure du nord de la France par des voyages sur le continent. Il influence aussi la réalisation du Psautier d'Henri de Blois (British Library, Cotton Nero C.IV) réalisé à Winchester vers 1150 lui aussi dans un style très inspiré de la peinture byzantine.

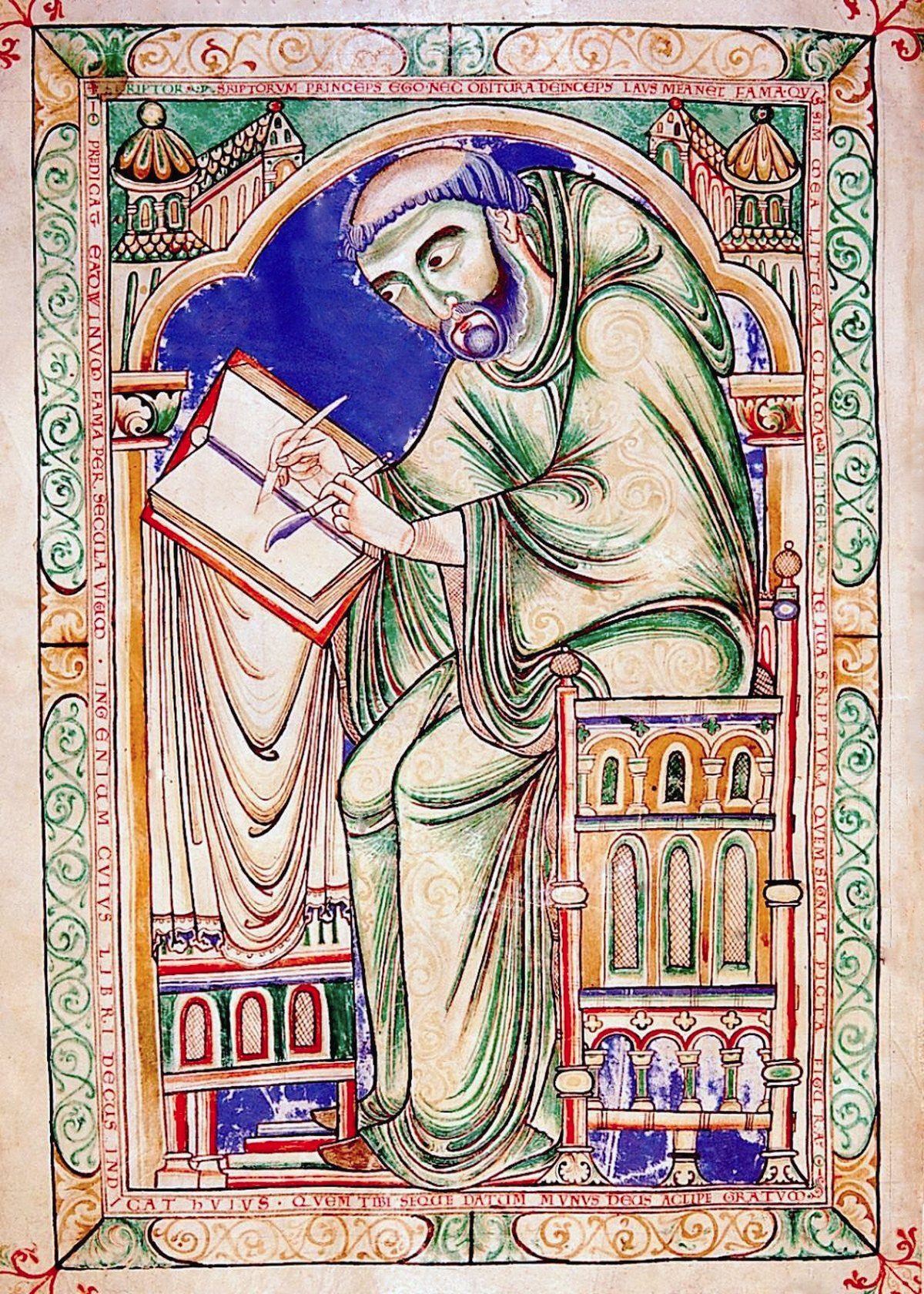
Portrait d'Eadwine, Psautier d'Eadwine.
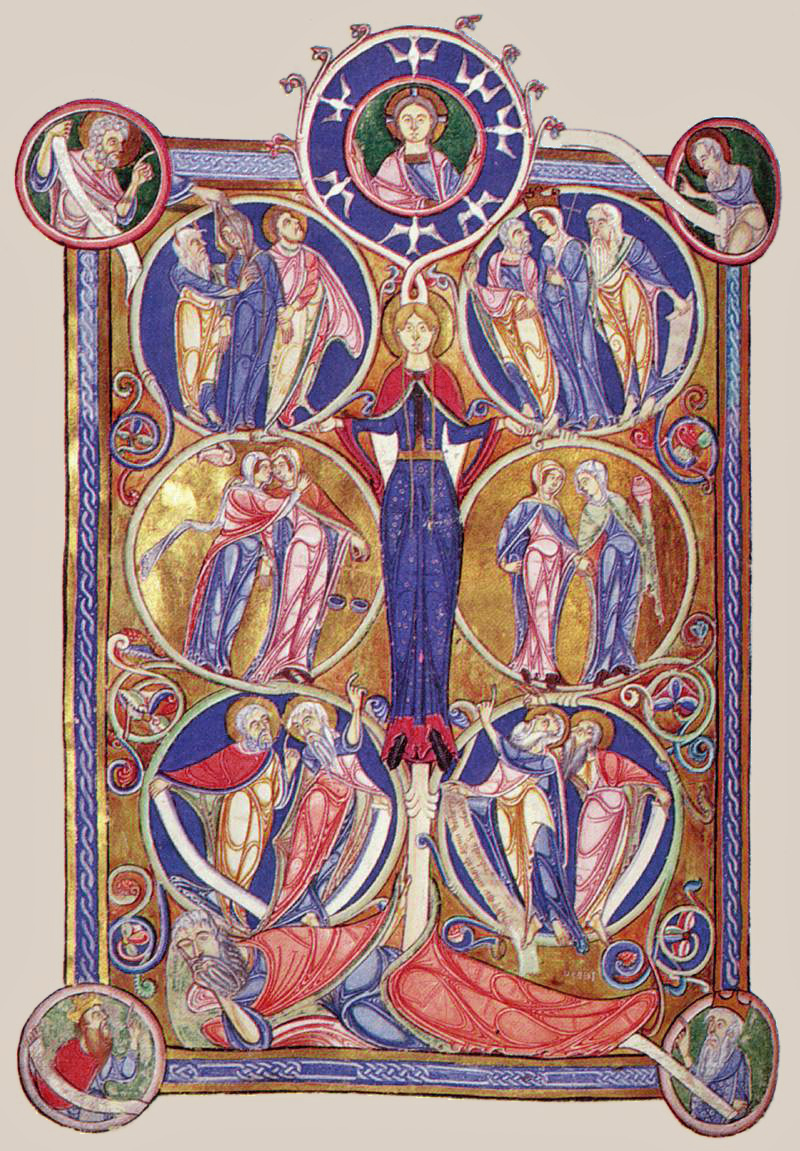
Bible de Lambeth, l'arbre de Jessé
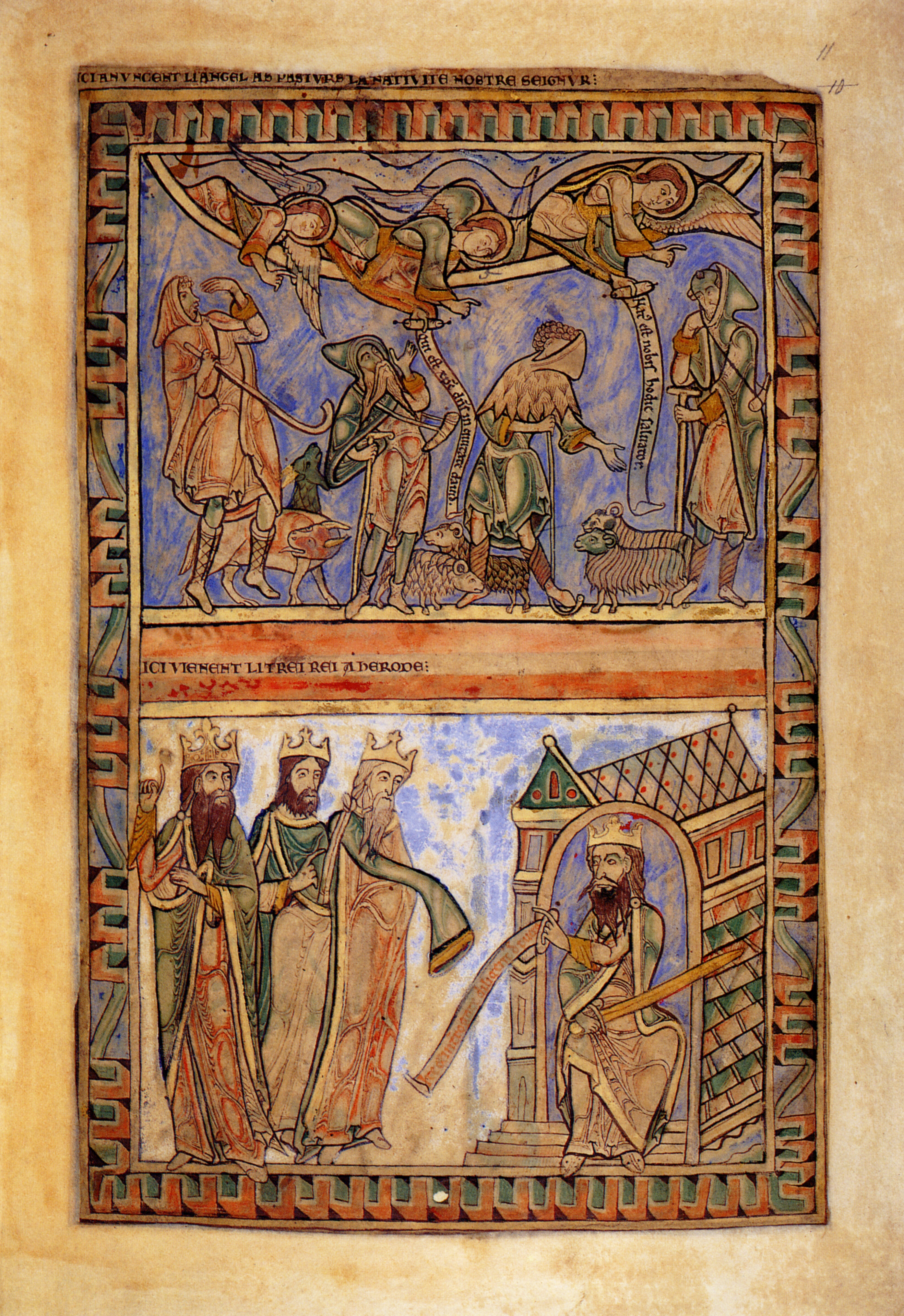
Psautier d'Henri de Blois
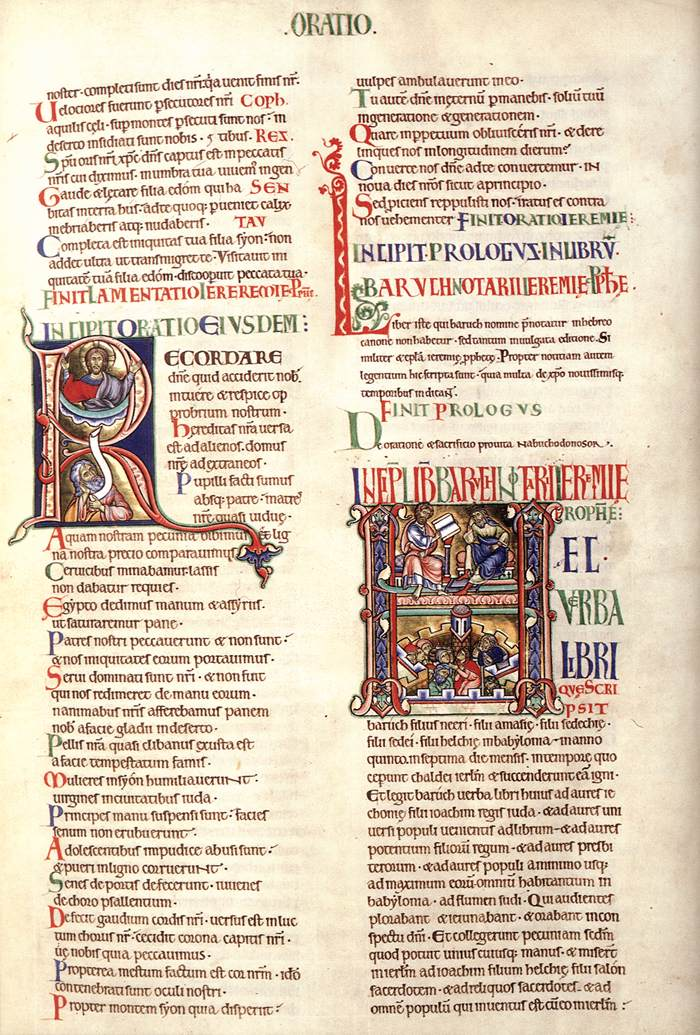
Bible de Winchester

Un autre lieu majeur de l'enluminure romane en Angleterre est Winchester et le plus célèbre manuscrit produit sur place est la bible du même nom (Bibliothèque capitulaire de Winchester), entamée vers 1150 et poursuivit jusque 1180 et finalement laissée inachevée. Deux campagnes de décorations se sont succédé, la première inspirée de Maître Hugo et de Saint-Alban, la seconde directement par l'art byzantin.

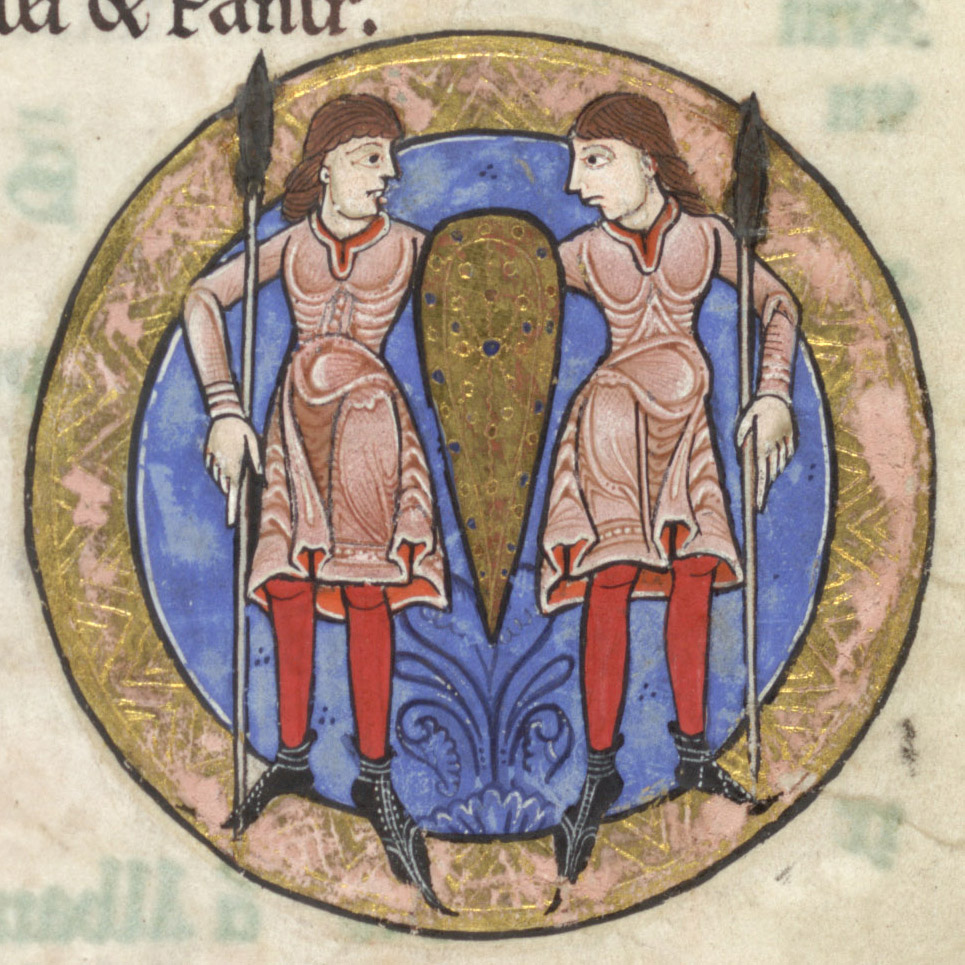
Le Psautier Hunter, les gémeaux
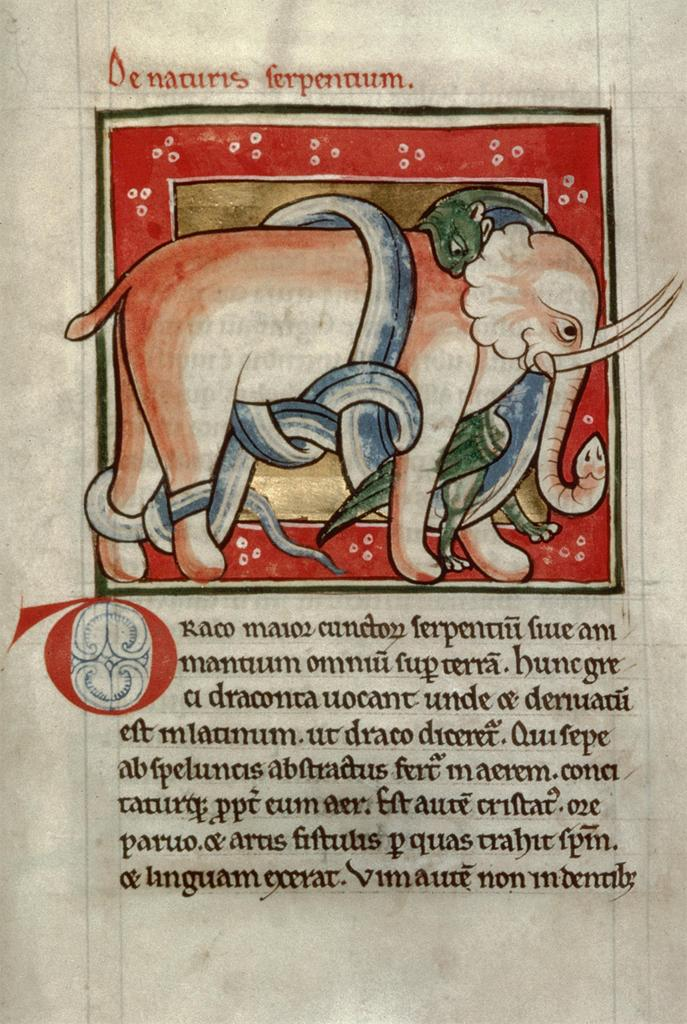
Bestiaire de Radford, l'éléphant
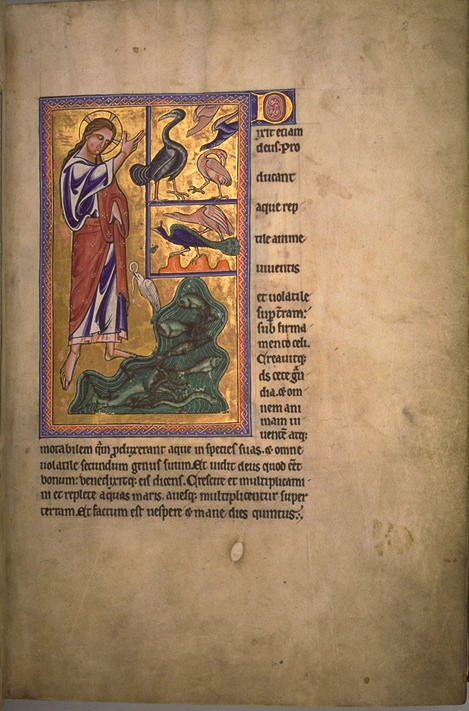
Bestiaire d'Aberdeen, la création des oiseaux

Il faut attendre les années 1170 pour que le nord de l'Angleterre retrouve une vitalité artistique dans le domaine de l'enluminure comparable à celle du sud, avec un style adapté du damp fold style. Le Psautier Hunter (Hunterian Library de l'Université de Glasgow, ms.U.3.2), produit à York vers 1170 est représentatif de ce style. Le psautier de Copenhague lui est apparenté, même s'il est légèrement postérieur (Bibliothèque royale (Danemark), Thott.143.2°). Un autre type de texte est particulièrement prisé dans cette région à la fin du XIIe et au début du XIIIe siècle : les bestiaires. Plusieurs manuscrits richement illustrés de cette période sont parvenus : le bestiaire d'Aberdeen, le Bestiaire de Radford daté de 1187 (Morgan Library, M.81) ou encore le bestiaire d'Ashmole, plus tardif.
Le psautier anglo-catalan (BNF, Lat.8846) dernière copie du psautier d'Utrecht dont la première partie a été décorée à Cantorbéry au tout début du XIIIe siècle, marque la transition progressive vers le style gothique.

### Saint-Empire
Les provinces du Saint-Empire mettent plus de temps à adopter le nouveau style roman dans la décoration des manuscrits. Même si l'âge d'or de l'enluminure ottonienne s'achève au milieu du XIe siècle, il faut attendre le deuxième tiers du XIIe siècle pour que l'enluminure romane se généralise. Là encore, cette adoption varie énormément d'une région de l'empire à l'autre.

#### Bavière et Autriche
C'est à Salzbourg que pour la première fois les enlumineurs s'affranchissent du style ottonien pour adopter le nouveau style roman et ce, dès la seconde moitié du XIe siècle, ce centre culturel ayant toujours été plus perméable à l'influence du style byzantin. C'est le cas notamment à abbaye Saint-Pierre de Salzbourg où a été produit un évangéliaire aujourd'hui conservé à la Pierpont Morgan Library (M780). Salzbourg s'est spécialisé dans la production de manuscrits de luxe destinés notamment à être exportés dans d'autres lieux de l'Empire. C'est le cas de la bible de l'abbaye de Saint-Florian, datée des années 1100-1125, dont les lettrines historiées mêlent les dernières influences ottoniennes dans ses figures et des décors de tresses directement copiées de manuscrits romains de cette période. Ce style s’épanouit pleinement dans l'évangéliaire dit de sainte Ehrentrude (Bibliothèque d'État de Bavière, Clm.15903), l'évangéliaire de Passau (BEB, Clm 160002) et dans l'Antiphonaire de Saint-Pierre de Salzbourg (Bibliothèque nationale autrichienne, cod.Serie nova 2700), tous deux datés vers 1140. 

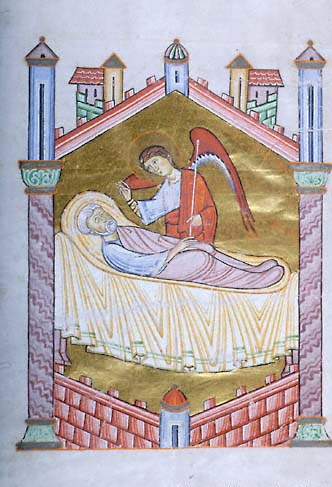
Évangéliaire de Saint-Pierre de Salzbourg, Morgan Library : le songe de Joseph le charpentier
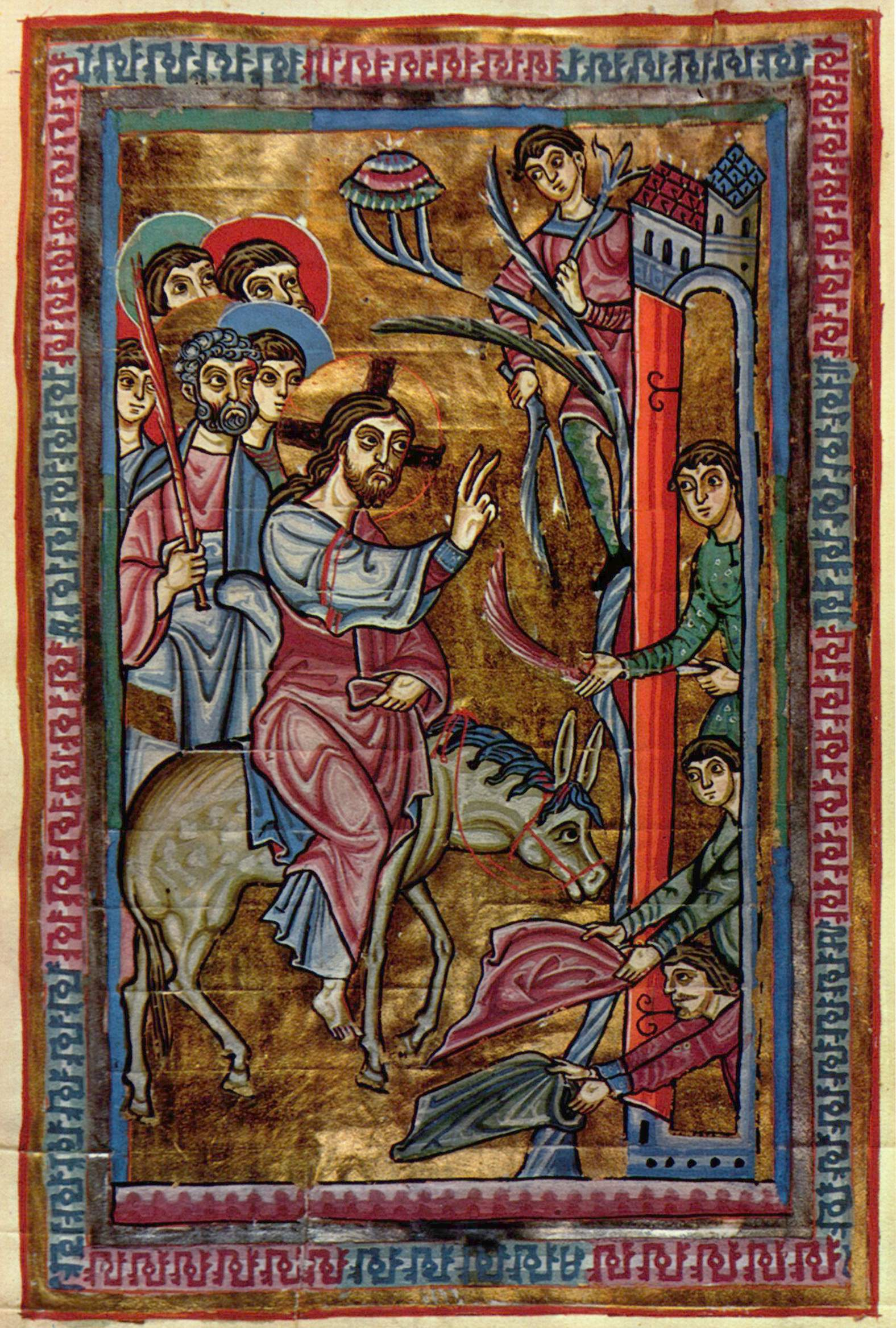
Évangéliaire de sainte Ehrentrude : l'entrée du Christ à Jérusalem
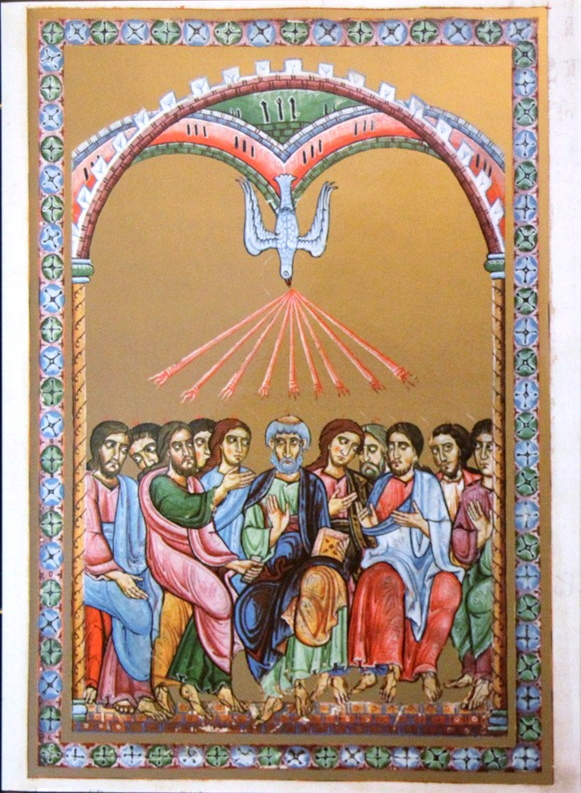
L'Antiphonaire de Saint-Pierre de Salzbourg : La Pentecôte

#### Rhénanie
Dans cette région, l'assimilation du nouveau style prend plus de temps, quelques rares manuscrits présentant des étapes dans cette voie. C'est le cas de la Bible de Saint-Castor de Coblence, manuscrit datant des années 1067-1077 mais dans laquelle la miniature d'un Dieu créateur du monde a été repeinte au début du XIIe siècle dans un style byzantinisant sans doute à Cologne (Bibliothèque du Château Weissenstein, Pommersfelden, Cod.333/334). La région connait un mouvement de réforme monastique à la même époque, qui influence aussi l'enluminure. C'est le cas du passionnaire de Stuttgart (Stuttgart, Württembergische Landesbibliothek, Cod. Bibl. fol.56-58), provenant de l'abbaye de Hirsau ou de sa fille, l'abbaye de Zwiefalten, produit dans un milieu clunisien et décoré de manière austère, simplement à la plume. En plein épanouissement après 1130, l'enluminure romane à Cologne suit deux tendances : le premier groupe réunit des manuscrits aux formes byzantines simplifiées, comme le lectionnaire de l'archevêque Frédéric (Bibliothèque de la cathédrale de Cologne, Ms.59) ou l'évangéliaire de Saint-Pantaléon de Cologne (Archives historiques de la ville, W312a). Le deuxième groupe géométrise l'influence byzantine : c'est le cas du manuscrit du Bède de Leipzig (Bibliothèque de l'université de Leipzig) provenant de l'abbaye Saint-Martin de Cologne et un lectionnaire de Siegbourg (British Library, Harley 2889), dont le dessin est simplement tracé à la plume sur fond vert et bleu. Un autre manuscrit d'origine rhénane mérite d'être mis en avant, il s'agit d'un évangéliaire mêlant l'influence des couleurs du Maître du Registrum Gregorii et le style de l'enluminure byzantine (Paris, BNF, Lat.17325),.

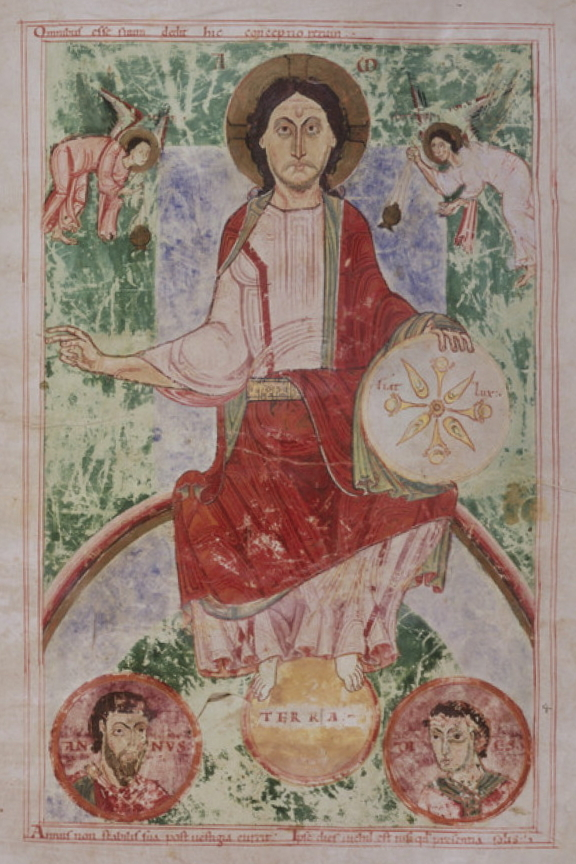
Bible de Saint-Castor de Coblence, Dieu créateur
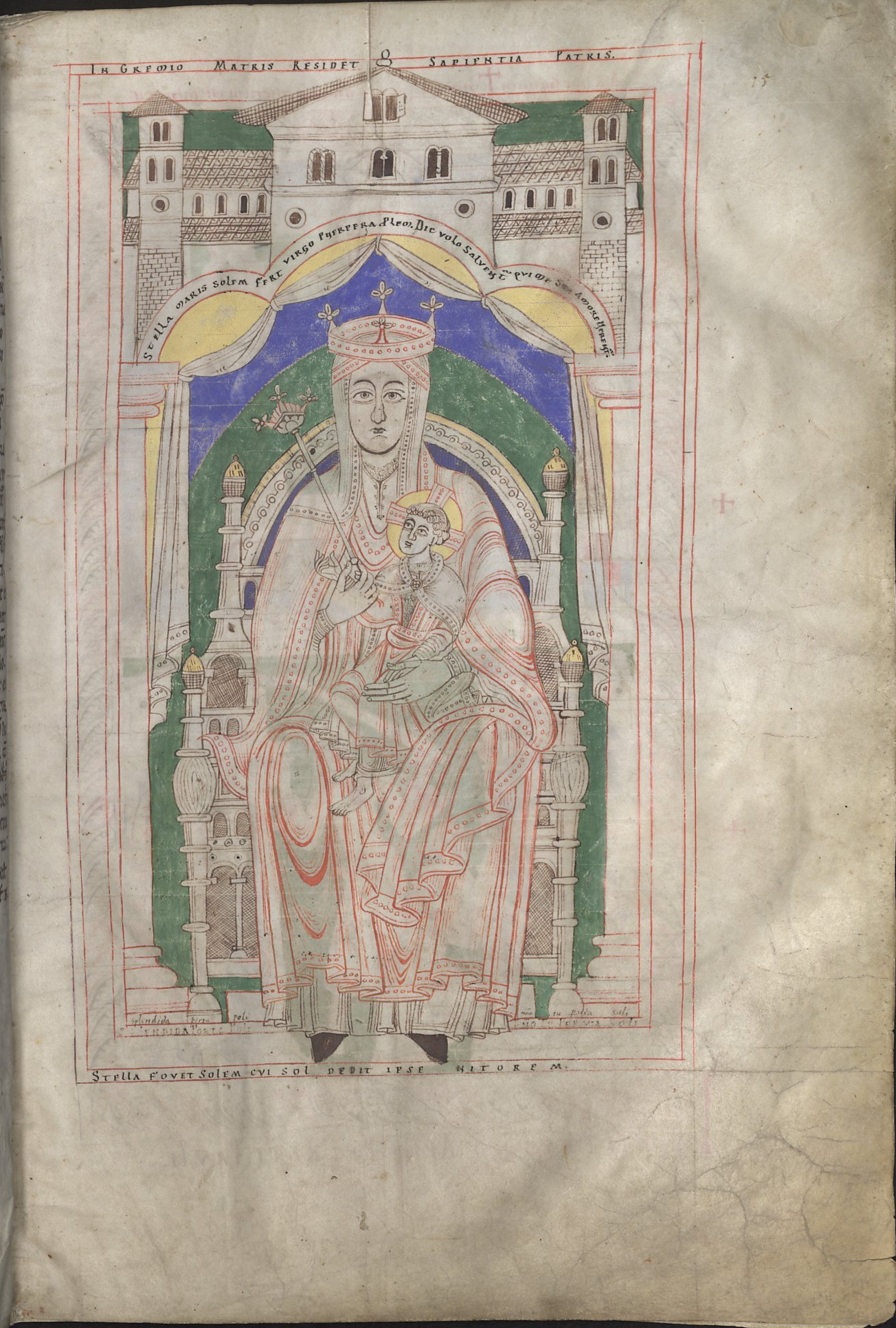
Passionnaire de Stuttgart, la Vierge à l'Enfant
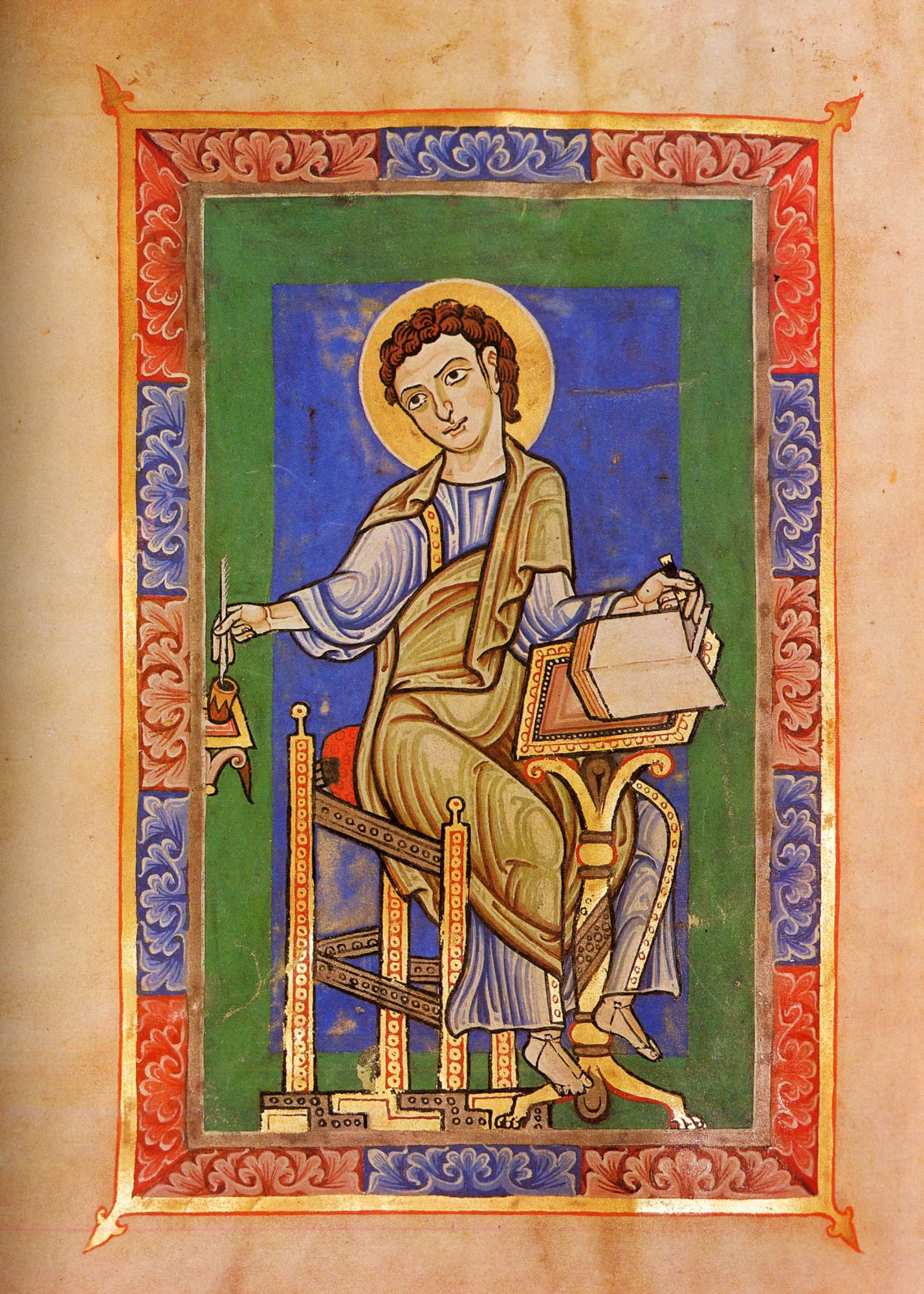
Évangéliaire de Saint-Pantaléon de Cologne, un évangéliste

#### Région mosane
La principauté de Liège, dirigée par le prince-évêque de la ville pendant la période, est le centre d'un développement d'un art original appelé art mosan à l'époque romane. Dans le domaine de l'enluminure, la représentation des personnages y rappelle les chefs-d'œuvre de l'orfèvrerie de l'époque dans la région, mélangeant influence ottonienne et byzantine, une fois de plus. Les ouvrages liturgiques et religieux utilisent par ailleurs une iconographie très riche et d'un haut niveau théologique, se fondant sur les penseurs de l'époque comme Rupert de Deutz par exemple. Le premier exemple de cet art est la bible de Stavelot, datée de 1097. Cet art atteint cependant son apogée dans les années 1150-1175, en décalage avec les arts du métal ou l'orfèvrerie par exemple. C'est le cas dans le lectionnaire de Saint-Trond, conservé à la Pierpont Morgan Library. La bible de Floreffe, datée de 1155, en est l'exemple le plus achevé, et dont l'iconographie est reprise dans l'évangéliaire d'Averbode (Bibliothèque de l'université de Liège, Ms.263c), issu d'une abbaye Prémontré dépendant de celle de Floreffe. Une autre bible, provenant de l'Abbaye d'Arnstein près de Coblence (British Library, Harley 2799), elle aussi Prémontrés, s'inspire aussi de la bible de Floreffe. 

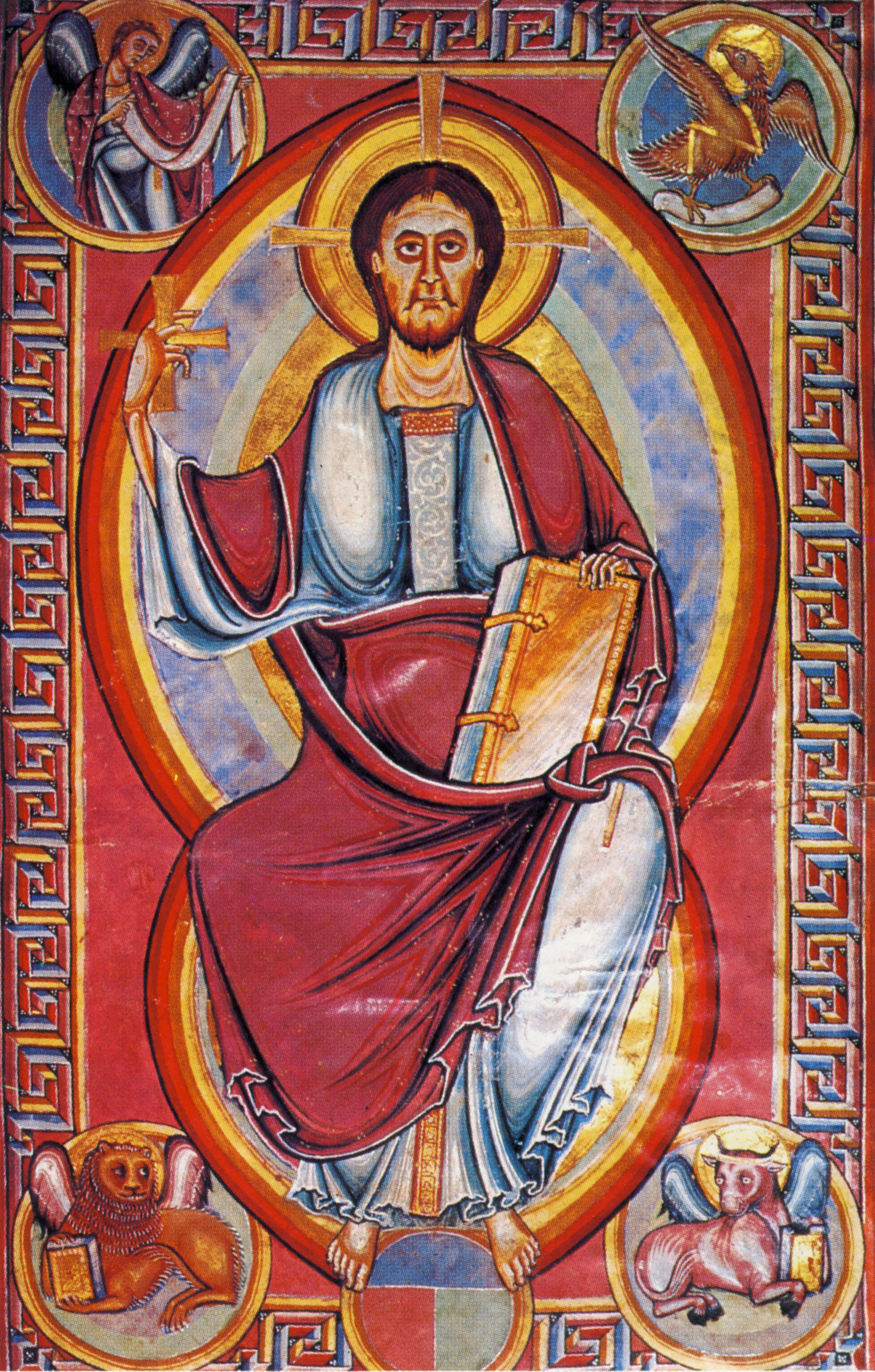
Bible de Stavelot, Christ en gloire
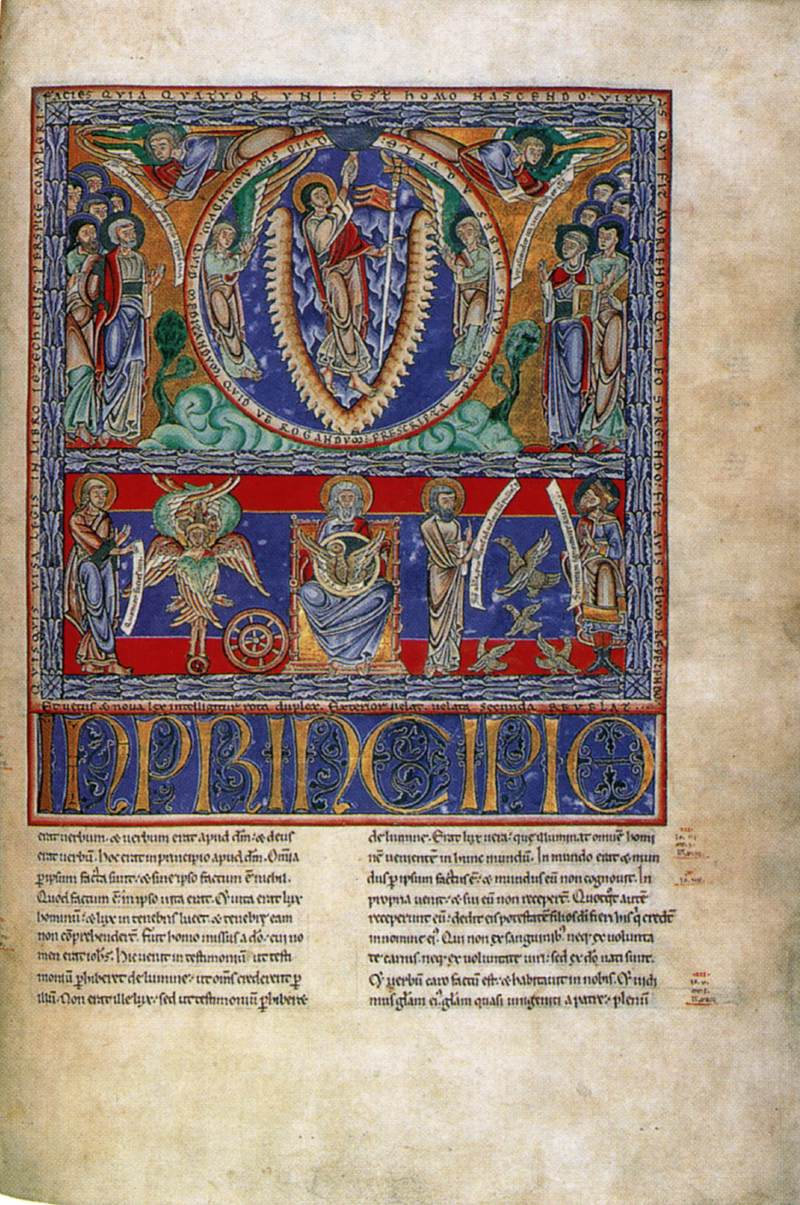
Bible de Floreffe, Résurrection
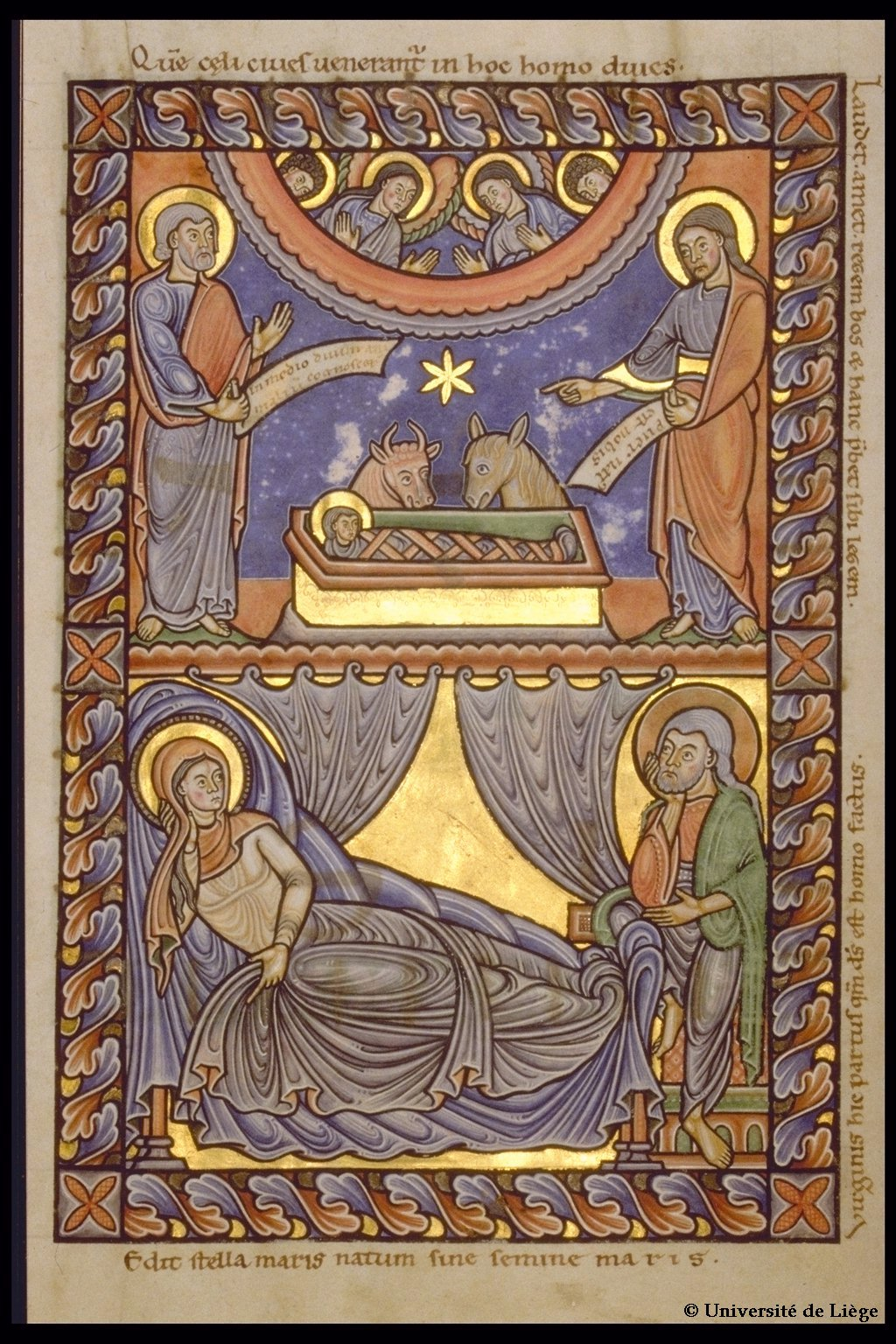
Évangéliaire d'Averbode, La Nativité

#### Saxe
Longtemps le nord de l'Allemagne reste à l'écart du mouvement de réforme monastique et donc de l'imprégnation du nouvel art roman. Il faut attendre la seconde moitié du XIIe siècle pour voir cet art diffuser dans cette région en provenance de la vallée de la Meuse, notamment sans doute sous l'impulsion de personnages comme Wibald de Stavelot, nommé abbé de Corvey en 1147. Vers 1160, le missel de Stammheim (J.Paul Getty Museum, Ms.64) est réalisé au sein de l'abbaye de Hildesheim : comme dans les manuscrits mosans, il présente des scènes typologiques, représentant des personnages bibliques dans des compartiments encadrant une scène d'évangile au centre, avec des fonds de couleur distincts. Un autre manuscrit composé à l'abbaye d'Helmarshausen (de) reprend ce schéma : il s'agit de l'évangéliaire d'Henri le Lion, vers 1175 (Herzog August Bibliothek), un des rares exemples de mécénat princier saxon à cette époque. À une période un peu plus tardive, un évangéliaire réalisé au sein de cette même abbaye (Bibliothèque de la cathédrale de Trêves, Ms.142), présente des caractères byzantins encore plus affirmés. 

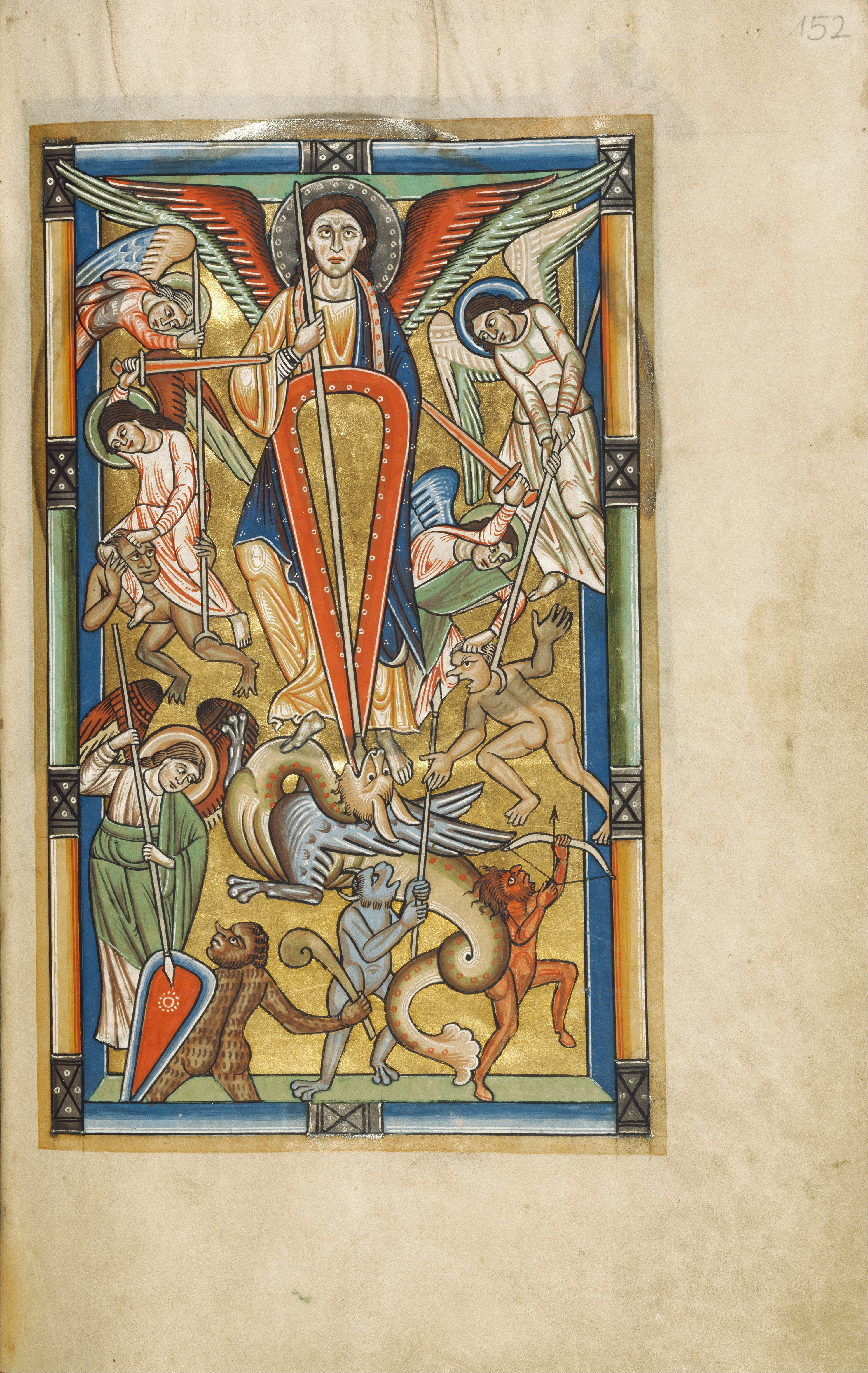
Missel de Stammheim : Saint Michel combattant le dragon
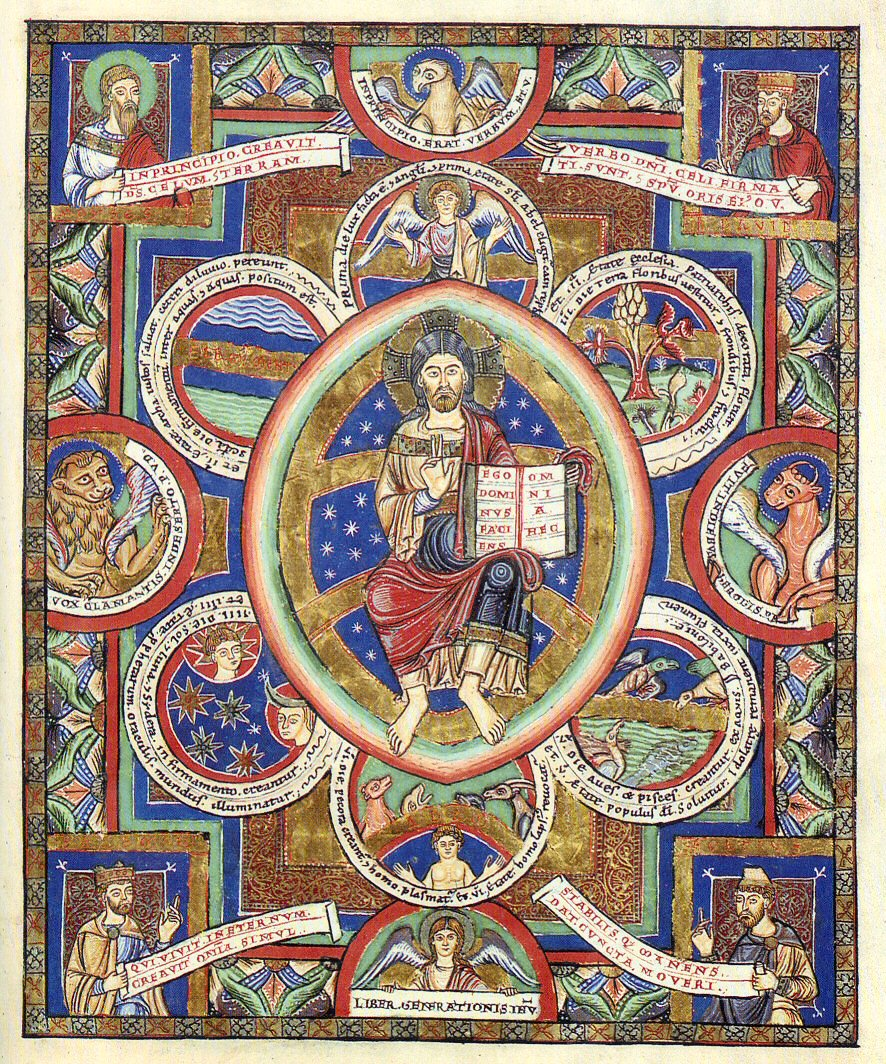
Évangéliaire d'Henri le Lion, Christ en gloire

#### L'art roman tardif dans le Saint-Empire
La seconde phase d'influence byzantine se fait ressentir dans l'Empire qu'à l'extrême fin du XIIe siècle. La version la plus pure et la plus précoce est l'Hortus deliciarum (vers 1175-1185) provenant de l'abbaye du Mont-Saint-Odile en Alsace et autrefois conservé à Strasbourg. À partir du XIIIe siècle, deux tendances se font jour dans l'enluminure allemande. Une tendance conservatrice recycle la tradition romane, tels que les manuscrits provenant de l'abbaye d'Aldersbach en Bavière, ou encore ceux de l'abbaye de Weingarten en Souabe, et notamment le sacramentaire de Berthold vers 1220 (Morgan Library, Ms.710) et enfin l'évangéliaire de la cathédrale de Brandebourg (Archives de la cathédrale), provenant de Magdebourg, au nord de l'Allemagne. Une autre tendance, particulière à la région rhénane, se montre plus ouverte à l'influence gothique venant de France ou d'Angleterre, avec notamment des draperies de personnages plus souples comme on les trouve dans des miniatures françaises de cette époque. Elle se fait ressentir dans des manuscrits tels qu'un évangéliaire de la cathédrale de Spire (Karlsruhe, Badische Landesbibliothek, Cod.Bruchs.1) ou un Speculum virginum de la fin du XIIe siècle provenant de Trèves (Bibliothèque capitulaire de Trêves). Cette influence se retrouve jusque dans certaines miniatures du manuscrit bavarois original des Carmina Burana (Bibliothèque d'État de Bavière, Clm4660).

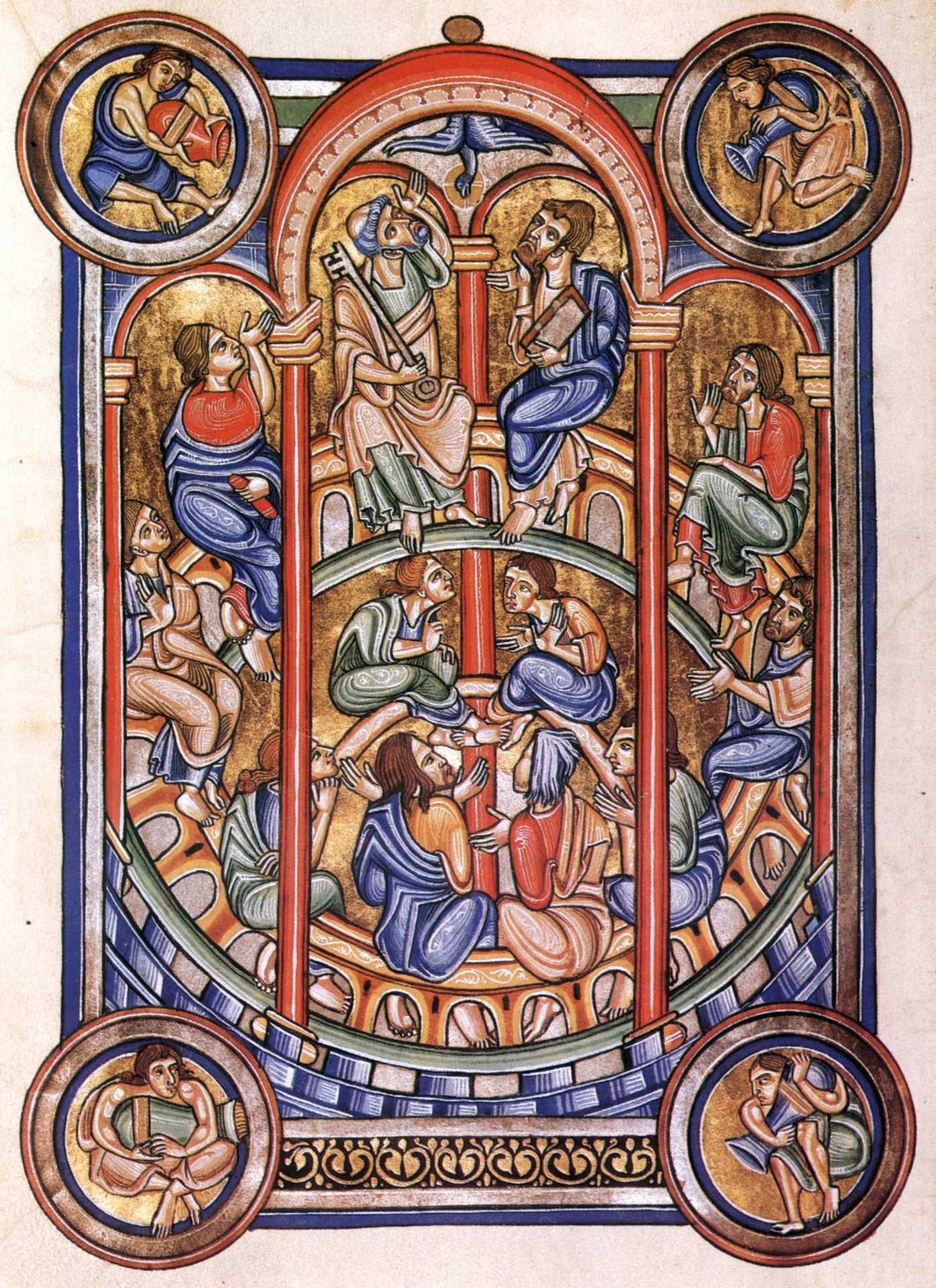
Sacramentaire de Berthold, La Pentecôte
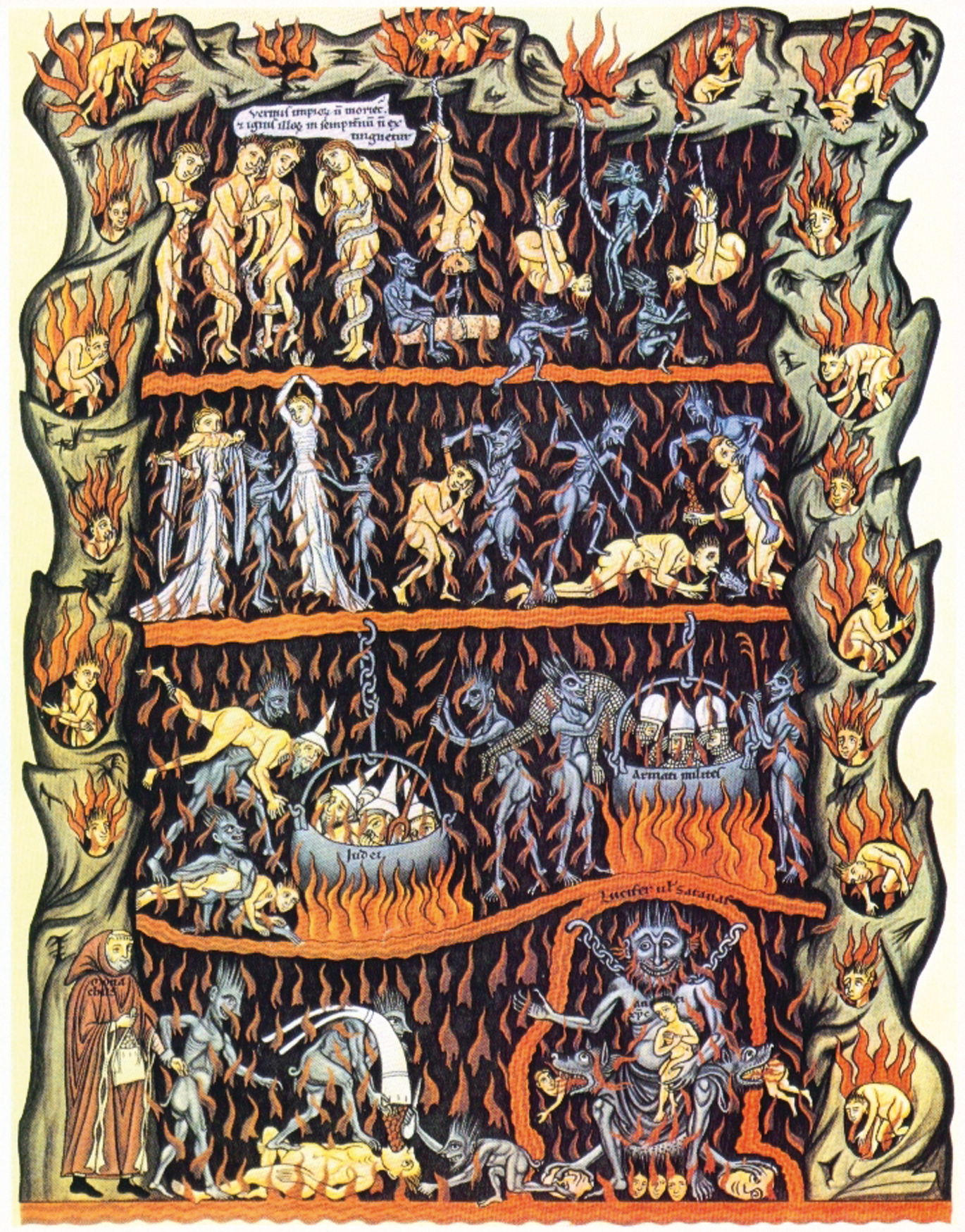
Hortus deliciarum, l'Enfer
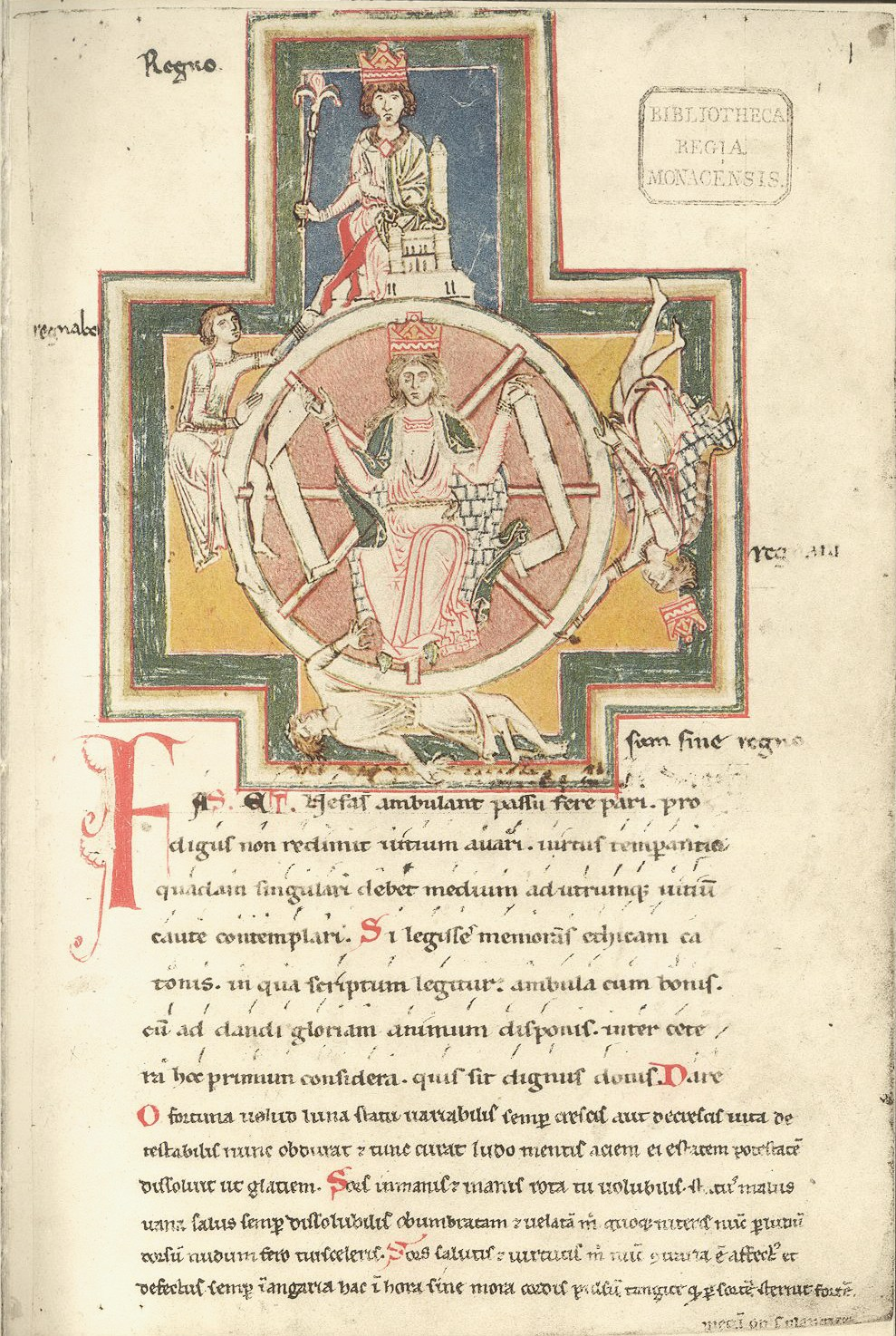
Carmina Burana, La roue de la fortune

### Espagne

#### Catalogne et Aragon
Dès le milieu du XIe siècle, l'art roman se propage dans les scriptoria catalans. Trois bibles monumentales sont exécutées dans ce style dès cette époque : la bible de Farfa (Bibliothèque apostolique vaticane, cod.lat.5729), exécutée au monastère de Ripoll, la bible de Rodes (BNF, Lat.6), venant peut-être de la même abbaye et la bible de Fluvià dont il ne subsiste que quelques fragments. Toutes sont décorées de petits personnages intégrés dans des décors architecturaux. L'enluminure de ce scriptorium trouve son sommet dans le Beatus de Turin (Bibliothèque nationale de Turin, J.II.1), totalement différent des anciens Beatus des siècles précédents. À partir des années 1120, se développe le style, venu de Normandie ou d'Angleterre, des lettrines aux rinceaux habités, c'est-à-dire des décorations végétales dans lesquelles des personnages sont imbriqués. Les plus beaux exemples se trouvent dans la bible de Lérida (Musée diocésain, Ms.1), qui emprunte aussi le damp fold style anglais. L'une des dernières œuvres romanes majeures de la région est le Liber feudorum maior (Archives de la couronne d'Aragon, Can.Reg.1), encore influencée par l'art hispano-arabe.

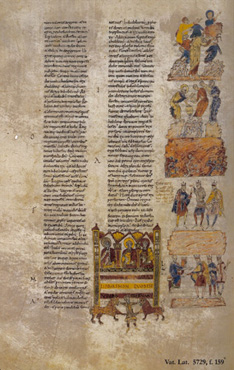
Bible de Ripoll
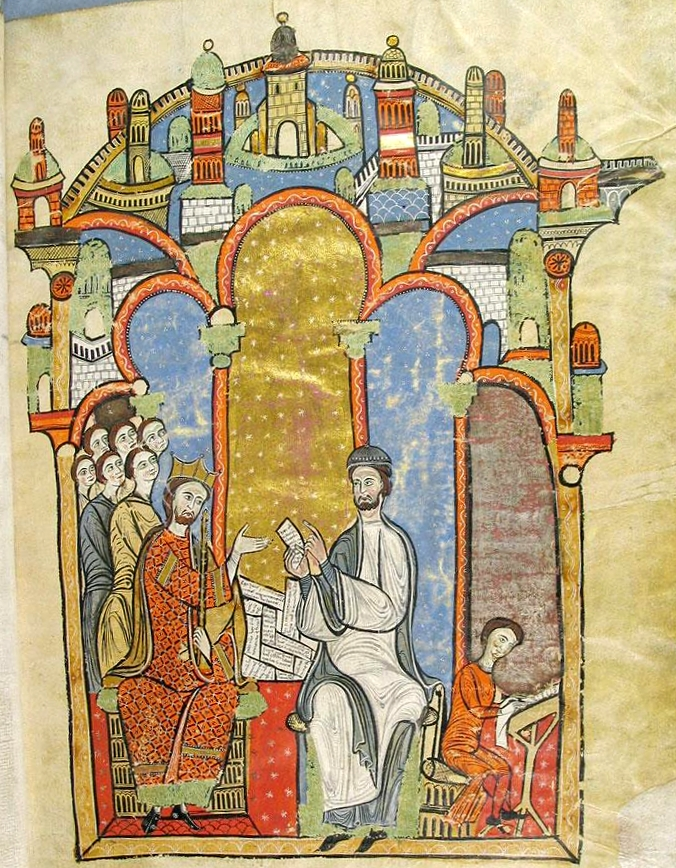
Liber feudorum maior, Ramon de Caldes lisant des documents au roi Alphonse II d'Aragon le Chaste

#### Castille, León et Navarre
Au milieu du XIe siècle, quelques manuscrits montrent quelques signes de l'influence romane, tels que le livre de prières de Ferdinand et Sancha (vers 1055) ou le Beatus d'Osma (Bibliothèque de la cathédrale d'El Burgo de Osma), vers 1086, même s'ils restent encore très ancrés dans l'iconographie mozarabe. À partir de la fin du XIe siècle, les lettrines sont clairement inspirées des nouveaux modèles venus d'Aquitaine ou du Limousin, comme dans la bible de San Juan de la Peña (Bibliothèque nationale d'Espagne). Les miniatures évoluent par contre plus lentement par un style mixte entre l'art roman (aux formes structurées) et mozarabe (à l'abstraction géométrique), comme on peut le voir dans le Livre des testaments des rois de León (es) (Bibliothèque de la cathédrale d'Oviedo), vers 1126-1129. Il faut attendre le milieu du XIIe siècle pour que l'art roman soit pleinement adopté dans la décoration des livres : elle se révèle dans un groupe de trois bibles dont la plus ancienne est la bible d'Ávila qui a en fait été réalisée d'abord à Rome au début du siècle puis complétée en Castille (BNE, Vit.15-1). La suivante est la bible de San Isidoro de León (collégiale de San Isidoro de León, Cod.3), vers 1162, dont l'iconographie est inspirée de la Bible de León de 960, copiée dans le même scriptorium deux siècles plus tôt. Enfin, la bible de Burgos (Bibliothèque provinciale de Burgos, Ms.846) est datée entre 1175 et 1200, dont une partie de la décoration utilise le damp fold style, qui se retrouve aussi dans les personnages du Beatus de San Pedro de Cardeña (Musée archéologique national de Madrid). Un autre manuscrit montre l'influence de l'enluminure venue du nord, il s'agit du Codex Calixtinus de Saint-Jacques-de-Compostelle, qui, peut-être par le biais du chemin du même nom, reçoit des influences normandes et anglaises. Au début du XIIIe siècle, le style roman se maintient comme dans le cartulaire A de Saint-Jacques-de-Compostelle, le style gothique n'apparaissant que bien plus tard dans le siècle.

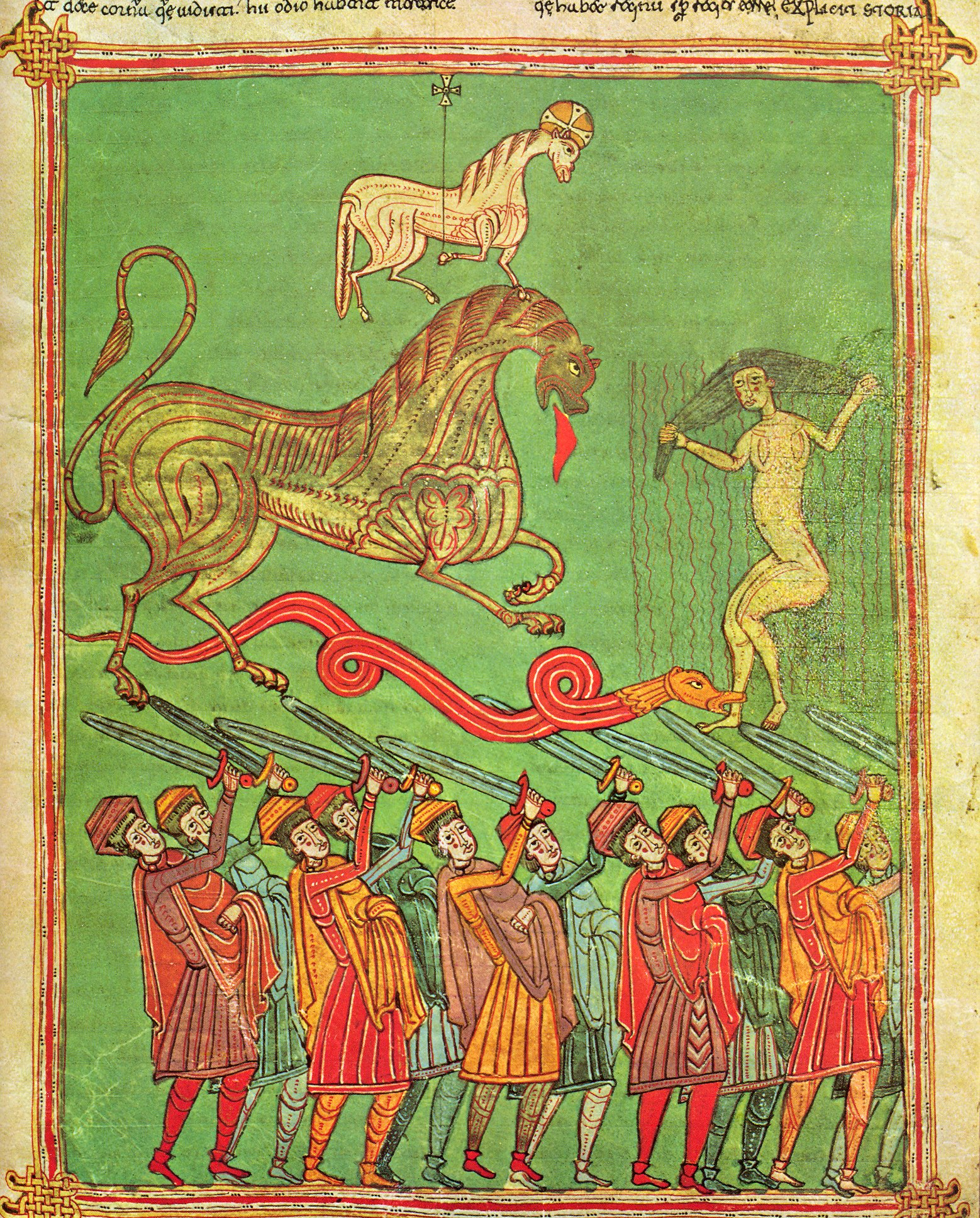
Beatus d'Osma, La victoire de l'Agneau
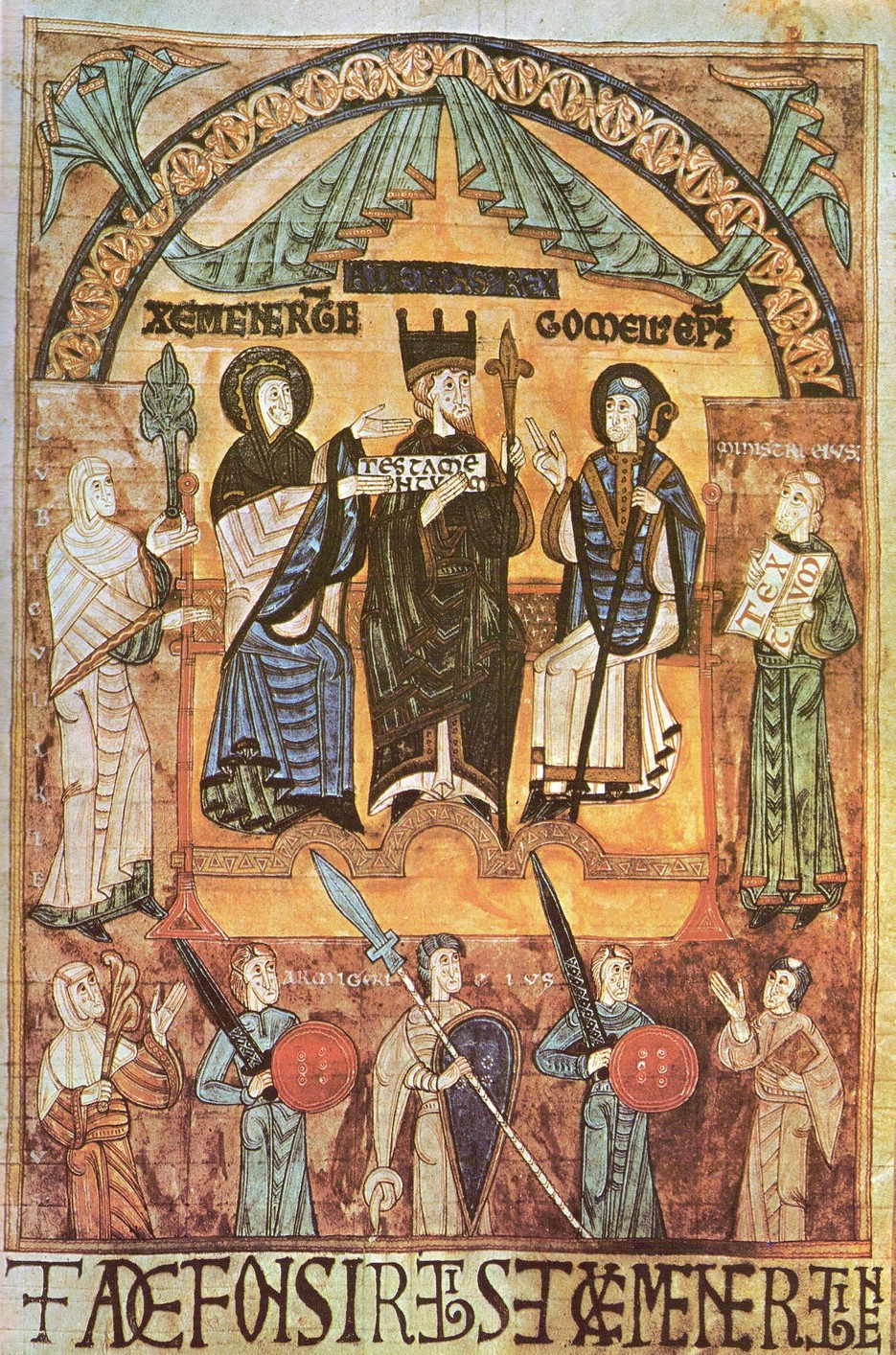
Livre des testaments des rois de León
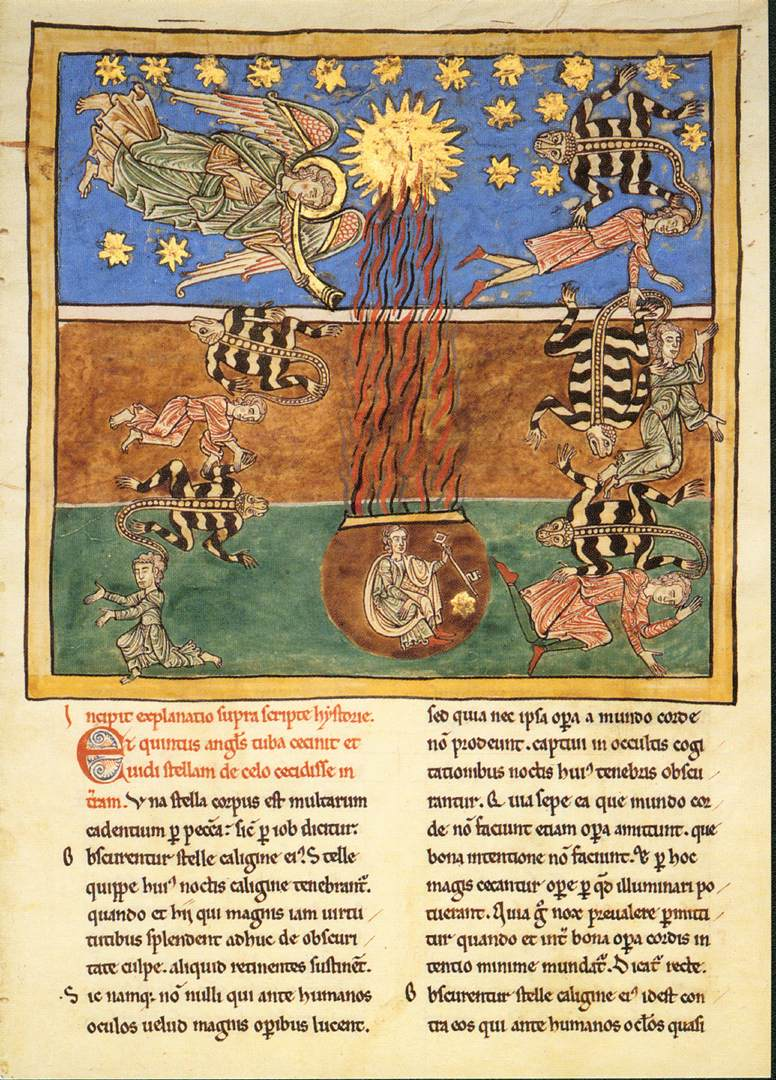
Beatus de San Pedro de Cardeña, Les Locustes arrivant sur terre
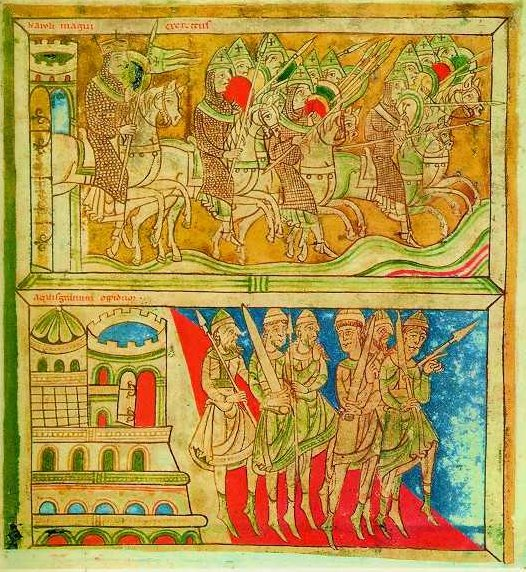
Codex Calixtinus